# Spektakle Teatru Telewizji – lata 80. XX wieku
Lista spektakli Teatru Telewizji wyemitowanych w latach 80. XX wieku (1980–1989).
Spektakle ze „Złotej setki Teatru Telewizji” wyróżnione są za pomocą złotego obramowania wiersza tabeli.
 
b/d – brak danych
| Autor tekstu oryginalnego       | Tytuł                                            | Reżyseria                     | Data i czas emisji spektaklu | W rolach głównych |
| ------------------------------- | ------------------------------------------------ | ----------------------------- | ---------------------------- | --- |
| Konstanty Ildefons Gałczyński   | Bal u Salomona                                   | Irena Jun                     | 1980-12-07 b/d               | Irena Jun |
| Alojzy Feliński                 | Barbara Radziwiłłówna                            | Mariusz Dmochowski            | 1980-03-16 b/d               | Jolanta Zykun Zofia Rysiówna Aleksandra Dmochowska Leonard Pietraszak Arkadiusz Bazak                                                          |
| Georges Simenon                 | Bella                                            | Tomasz Zygadło                | 1980-08-25 b/d               | Piotr Fronczewski Elżbieta Kępińska Roman Wilhelmi Zofia Saretok Krystyna Kołodziejczyk                                                        |
| Raymond Chandler                | Blisko serca                                     | Ryszard Bugajski              | 1980-08-21 b/d               | Tadeusz Huk Alicja Jachiewicz Tadeusz Bradecki Mieczysław Górkiewicz Jerzy Grałek                                                              |
| Sheridan Le Fanu                | Carmilla                                         | Janusz Kondratiuk             | 1980-11-13 69 min.           | Izabela Trojanowska Monika Stefanowicz Leon Niemczyk Anna Milewska Barbara Rachwalska                                                          |
| Anthony Shaffer                 | Detektyw                                         | Andrzej Chrzanowski           | 1980-06-05 b/d               | Michał Pawlicki Lech Łotocki Włodzimierz Press Stefan Szmidt                                                                                   |
| Adam Mickiewicz                 | Do M...                                          | Zbigniew Zapasiewicz          | 1980-03-09 b/d               | Zbigniew Zapasiewicz |
| Walerij Brumel                  | Doktor Nazarow                                   | Jan Bratkowski                | 1980-04-21 b/d               | Józef Duriasz Ewa Żukowska Ignacy Machowski Piotr Pawłowski Teresa Lipowska                                                                    |
| Mark Rozowski                   | Dwa razy dwa                                     | Edward Lubaszenko             | 1980-12-13 b/d               | Jerzy Nowak Wojciech Ziętarski |
| Lope de Vega                    | Dziewczyna z dzbanem                             | Bogdan Baer                   | 1980-04-07 b/d               | Małgorzata Rogacka-Wiśniewska Mirosława Marcheluk Jan Peszek Andrzej May Łucja Żarnecka                                                        |
| Jerzy Żuławski                  | Gra                                              | Stanisław Hebanowski          | 1980-12-31 b/d               | Małgorzata Ząbkowska Marian Dworakowski Alina Lipnicka Zbigniew Olszewski Stanisław Michalski                                                  |
| Knut Hamsun                     | Głód                                             | Janusz Kijowski               | 1980-09-21 b/d               | Wojciech Pszoniak Justyna Kulczycka Wanda Lothe-Stanisławska Krystyna Tkacz Iwona Słoczyńska                                                   |
| Jan Drda                        | Igraszki z diabłem                               | Tadeusz Lis                   | 1980-01-14 90 min.           | Marian Kociniak Magdalena Zawadzka Barbara Wrzesińska Krzysztof Kowalewski Wojciech Pokora                                                     |
| Aleksiej Arbuzow                | Irkucka historia                                 | Irena Wollen                  | 1980-06-23 b/d               | Ewa Kolasińska Andrzej Buszewicz Aleksandra Kisielewska Jan Frycz Krzysztof Stachowski                                                         |
| Aleksander Ścibor-Rylski        | Kaftan bezpieczeństwa                            | Zygmunt Hübner                | 1980-06-09 b/d               | Anna Mozolanka Krzysztof Kołbasiuk Zbigniew Zapasiewicz Roman Frankl Maciej Maciejewski                                                        |
| Jerzy Krzysztoń                 | Kamienne niebo                                   | Andrzej Chrzanowski           | 1980-08-03 b/d               | Barbara Komorowska Bolesława Fafińska Anna Sobik Józef Wąsowicz Mariusz Leszczyński                                                            |
| Leonardo Sciascia               | Każdemu co mu się należy od mafii                | Juliusz Janicki               | 1980-12-25 b/d               | Olgierd Łukaszewicz Ewa Szykulska Tadeusz Pluciński Mieczysław Milecki Andrzej Szalawski                                                       |
| Edward Neyman                   | Kiedy się ze mną podzielisz?                     | Ryszard Bugajski              | 1980-12-05 68 min.           | Witold Pyrkosz Mirosława Dubrawska Jerzy Zass Marek Lewandowski Hanna Balińska                                                                 |
| Jarosław Abramow-Newerly        | Klik-klak                                        | Ryszard Ber                   | 1980-05-26 62 min.           | Maria Malicka Jan Świderski Henryk Borowski Bronisław Pawlik Jan Prochyra                                                                      |
| Pavel Hanuš                     | Kodeks starszego pana                            | Krzysztof Tchórzewski         | 1980-06-19 56 min.           | Marian Łącz Magda Teresa Wójcik Marian Opania                                                                                                  |
| Antonio Buero Vallejo           | Koncert świętego Owidiusza                       | Piotr Mikucki                 | 1980-01-15 b/d               | Jerzy Radziwiłowicz Gabriela Kownacka Małgorzata Hajewska Ewa Lassek Katarzyna Bargiełowska                                                    |
| Juliusz Słowacki                | Kordian                                          | Gustaw Holoubek               | 1980-12-28 96 min.           | Marek Kondrat Anna Dymna Wiesław Drzewicz Andrzej Szalawski Ryszard Pietruski                                                                  |
| August Strindberg               | Krystyna                                         | Ryszard Major                 | 1980-06-21 b/d               | Joanna Bogacka Jerzy Łapiński Andrzej Blumenfeld Edward Ożana Józef Onyszkiewicz                                                               |
| Paul Zindel                     | Księżycowe nagietki                              | Andrzej Kotkowski             | 1980-06-02 b/d               | Ryszarda Hanin Jadwiga Jankowska-Cieślak Ewa Błaszczyk Danuta Kowalska Alina Żeliska                                                           |
| Jarosław Iwaszkiewicz           | Lato w Nohant                                    | Olga Lipińska                 | 1980-08-31 b/d               | Michał Pawlicki Anna Polony Joanna Szczepkowska Jerzy Bończak                                                                                  |
| Tadeusz Rittner                 | Lato                                             | Stanisław Hebanowski          | 1980-07-21 b/d               | Józef Fryźlewicz Joanna Bogacka Barbara Patorska Teresa Lassota Zofia Walkiewicz                                                               |
| Siegfried Lenz                  | Ludzie bez winy                                  | Irena Wollen                  | 1980-07-27 b/d               | Andrzej Balcerzak Leszek Kubanek Włodzimierz Ziętarski Jerzy Nowak Roman Wójtowicz                                                             |
| Józef Franciszek Bliziński      | Marcowy kawaler                                  | Józef Słotwiński              | 1980-03-10 61 min.           | Stanisława Celińska Janina Traczykówna Mieczysław Czechowicz Wojciech Pokora Jan Kociniak                                                      |
| Murray Schisgal                 | Maszyny do pisania                               | Piotr Szulkin                 | 1980-06-06 b/d               | Bożena Dykiel Krzysztof Majchrzak |
| Ewa Nowacka                     | Małgosia contra Małgosia                         | Tadeusz Worontkiewicz         | 1980 b/d                     | Ewa Wencel Zofia Tomaszewska Kazimiera Nogajówna Danuta Rynkiewicz Róża Chrabelska                                                             |
| Witold Starecki                 | Między wierszami                                 | Witold Starecki               | 1980-10-23 b/d               | Henryk Bista Maciej Góraj Józef Fryźlewicz Marek Obertyn Jerzy Nowak                                                                           |
| Aleksiej Arbuzow                | Na czym pani gra                                 | Andrzej Żmijewski             | 1980-07-16 b/d               | Aleksandra Zawieruszanka Jerzy Prażmowski Konrad Morawski Jacek Czyż Jadwiga Chojnacka                                                         |
| Jan Rybowicz                    | Najpiękniejsze opowiadanie świata                | Stefan Szlachtycz             | 1980 26 min.                 | Leszek Piskorz |
| Kazimierz Radowicz              | Narodziny miasta                                 | Maria Kaniewska               | 1980-06-29 b/d               | Stanisław Iżyłowski Andrzej Szaciłło Jan Twardowski Leszek Ostrowski Jerzy Kiszkis                                                             |
| Jerzy Mikke                     | Niebezpiecznie panie Mochnacki                   | Jerzy Krasowski               | 1980-11-23 b/d               | Jan Nowicki Zofia Niwińska Karol Podgórski Paweł Galia Zbigniew Bator                                                                          |
| Jan Brzechwa                    | Niezwykłe przygody pana Kleksa                   | Laco Adamík                   | 1980-04-07 b/d               | Andrzej Żarnecki Jacek Łągwa Andrzej Rogie Ireneusz Kaskiewicz Grzegorz Heromiński                                                             |
| Ingmar Bergman                  | Obrzęd                                           | Stanisław Hebanowski          | 1980-01-15 b/d               | Henryk Bista Zofia Walkiewicz Jerzy Łapiński Waldemar Gajewski                                                                                 |
| Jan Kochanowski                 | Odprawa posłów greckich                          | Zbigniew Zapasiewicz          | 1980-01-07 52 min.           | Stanisław Zaczyk Mirosław Konarowski Joanna Jędryka Wanda Łuczycka Piotr Fronczewski                                                           |
| Stanisław Grochowiak            | Okapi                                            | Ryszard Ber                   | 1980-10-08 b/d               | Bożena Dykiel Bronisław Pawlik Zdzisław Wardejn Jan Kociniak Stanisław Górka                                                                   |
| Jarosław Iwaszkiewicz           | Opowiadanie z kotem                              | Krzysztof Rogulski            | 1980-02-20 31 min.           | Mieczysław Voit Ewa Decówna Jerzy Kryszak Marta Ławińska Barbara Bursztynowicz                                                                 |
| Stefan Otwinowski               | Pacjent                                          | Witold Orzechowski            | 1980-07-23 b/d               | Piotr Pawłowski Mieczysław Voit Mirosława Dubrawska Sławomira Łozińska Andrzej Malec                                                           |
| August Strindberg               | Panna Julia                                      | Bohdan Korzeniewski           | 1980-02-18 84 min.           | Maja Komorowska Roman Wilhelmi Jolanta Lothe                                                                                                   |
| Aleksander Fredro               | Pierwsza lepsza, czyli nauka zbawienna           | Andrzej Łapicki               | 1980-02-11 42 min.           | Anna Seniuk Zofia Kucówna Marek Walczewski Andrzej Łapicki Joanna Pacuła                                                                       |
| William Makepeace Thackeray     | Pierścień i róża, czyli historia Lulejki i Bulby | Maciej Wojtyszko              | 1980-06-01 b/d               | Zofia Kucówna Joanna Szczepkowska Małgorzata Zajączkowska Anna Seniuk Mirosław Konarowski                                                      |
| Jan Kochanowski                 | Pieśni i fraszki                                 | Bogdan Augustyniak            | 1980-04-06 b/d               | Zofia Małynicz |
| Antoni Słonimski                | Poezje                                           | Gustaw Holoubek               | 1980-12-17 b/d               | Antoni Słonimski Gustaw Holoubek |
| Emlyn Williams                  | Prawdziwie niewinna buźka dziecka                | Jerzy Wasiuczyński            | 1980-07-27 b/d               | Maria Malicka Janusz Andrzejewski Elżbieta Kijowska Janusz Pilarski Anna Chudzikiewicz                                                         |
| Jacek Kotlica                   | Proces Alberta Forstera                          | Jerzy Afanasjew               | 1980-03-21 b/d               | Stanisław Michalski Leszek Ostrowski Jerzy Kiszkis Jerzy Łapiński Henryk Sakowicz                                                              |
| Andrzej Gass                    | Proces Rudolfa Hoessa                            | Ryszard Ber                   | 1980-01-27 b/d               | Zdzisław Kuźniar Piotr Pawłowski Kazimierz Meres Ignacy Machowski Jerzy Kamas                                                                  |
| Franz Kafka                     | Proces                                           | Agnieszka Holland Laco Adamík | 1980-11-16 119 min.          | Roman Wilhelmi Jerzy Przybylski Zbigniew Zapasiewicz Piotr Fronczewski Olgierd Łukaszewicz                                                     |
| Juliusz Grodziński              | Pułapka na "Star of Sea"                         | Jerzy Afanasjew               | 1980-09-11 b/d               | Joanna Bogacka Jerzy Łapiński Krzysztof Gordon Stanisław Michalski Andrzej Nowiński                                                            |
| Kornel Filipowicz               | Pyłek w oku                                      | Jerzy Wójcik                  | 1980-09-07 b/d               | Grzegorz Heromiński Bogusław Sochnacki Piotr Krukowski Ryszard Dembiński Roman Kłosowski                                                       |
| Władysław Krzemiński            | Romans z wodewilu                                | Marta Stebnicka               | 1980-12-26 b/d               | Andrzej Buszewicz Barbara Grabowska Jerzy Fedorowicz Dorota Pomykała Marcin Sosnowski                                                          |
| Bernard le Bovier de Fontenelle | Rozmowy zmarłych                                 | Igor Przegrodzki              | 1980-01-13 b/d               | Igor Przegrodzki Halina Śmiela Aleksander Kalski Grażyna Korin Jadwiga Skupnik                                                                 |
| Jewgienij Szwarc                | Smok                                             | Maciej Wojtyszko              | 1980-11-30 94 min.           | Janusz Kłosiński Józef Nalberczak Janusz Rewiński Władysław Kowalski Jolanta Żółkowska Krzysztof Wakuliński Edmund Fetting Krzysztof Stroiński |
| Włodzimierz Perzyński           | Strach na wróble                                 | Józef Słotwiński              | 1980-12-21 b/d               | Gustaw Lutkiewicz Wiesława Mazurkiewicz Maria Mamona Joanna Żółkowska Andrzej Grabarczyk                                                       |
| Jan Brzechwa                    | Szelmostwa Lisa Witalisa                         | Maciej Wojtyszko              | 1980-12-28 b/d               | Wieńczysław Gliński Joanna Żółkowska Jan Matyjaszkiewicz Mieczysław Czechowicz Jan Prochyra                                                    |
| Luigi Pirandello                | Sześć postaci szuka autora                       | Wanda Laskowska               | 1980-09-12 b/d               | Jerzy Nowak Izabela Olszewska Magdalena Jarosz Jerzy Święch Halina Gryglaszewska                                                               |
| Georgi Dżagarow                 | Ta nasza mała ziemia                             | Jan Englert                   | 1980-10-12 b/d               | Jerzy Kamas Zdzisław Mrożewski Kazimierz Kaczor Tadeusz Janczar Gabriela Kownacka                                                              |
| Winfried Bauer                  | Tylko martwy kolega jest dobrym kolegą           | Jan Bratkowski                | 1980-08-13 b/d               | Marek Walczewski Andrzej Seweryn Joanna Żółkowska Marek Lewandowski Karol Strasburger                                                          |
|                                 | Wars i Sawa                                      | Irena Sobierajska             | 1980 b/d                     | |
| Arthur Miller                   | Widok z mostu                                    | Jan Błeszyński                | 1980-10-05 b/d               | Teresa Budzisz-Krzyżanowska Anna Dymna Edward Lubaszenko Jerzy Trela Tomasz Borkowy                                                            |
| Giles Cooper                    | Wieczór z nieznajomym                            | Krzysztof Gradowski           | 1980-05-02 49 min.           | Teresa Budzisz-Krzyżanowska Edward Lubaszenko Tadeusz Huk Jan Krzyżanowski                                                                     |
|                                 | Wielki Dodek                                     | Witold Filler                 | 1980-07-06 83 min.           | Kazimierz Krukowski Ludwik Sempoliński Bohdan Łazuka Andrzej Gawroński Mariusz Gorczyński                                                      |
| Al Morgan                       | Wielki człowiek                                  | Andrzej Chrzanowski           | 1980-04-14 b/d               | Piotr Fronczewski Barbara Grabowska Mariusz Dmochowski Andrzej Kopiczyński Józef Para                                                          |
| Romain Rolland                  | Wilki                                            | Jan Maciejowski               | 1980-07-13 b/d               | Jerzy Przybylski Henryk Bista Stanisław Michalski Marek Bargiełowski Leszek Ostrowski                                                          |
| Ireneusz Iredyński              | Wizyta                                           | Zbigniew Rebzda               | 1980-09-14 55 min.           | Emilia Krakowska Piotr Fronczewski Piotr Dejmek                                                                                                |
| Edward Stachura                 | Wszystko jest poezją                             | Wojciech Siemion              | 1980-10-31 b/d               | Wojciech Siemion |
| Anton Czechow                   | Wujaszek Wania                                   | Aleksander Bardini            | 1980-03-24 120 min.          | Władysław Kowalski Halina Łabonarska Zbigniew Zapasiewicz Joanna Żółkowska Mieczysław Voit                                                     |
| Stanisław Wyspiański            | Wyzwolenie                                       | Konrad Swinarski              | 1980-01-21 142 min.          | Jerzy Trela Anna Polony Izabela Olszewska Wiktor Sadecki Jerzy Radziwiłowicz                                                                   |
| Tadeusz Wieżan                  | Zakręt                                           | Grzegorz Królikiewicz         | 1980-10-24 b/d               | Aleksander Fogiel Czesław Przybyła Michał Szewczyk Mirosław Szonert Tadeusz Sabara                                                             |
| Fiodor Dostojewski              | Zbrodnia i kara                                  | Andrzej Łapicki               | 1980-03-31 b/d               | Daniel Olbrychski Andrzej Łapicki Małgorzata Zajączkowska                                                                                      |
| Jerzy Szaniawski                | Zegarek                                          | Andrzej Zakrzewski            | 1980-02-04 b/d               | Jan Świderski Marek Kondrat Antonina Gordon-Górecka Andrzej Szczepkowski                                                                       |
| Erskine Caldwell                | Ziemia tragiczna                                 | Janusz Zaorski                | 1980-12-14 b/d               | Roman Wilhelmi Barbara Wrzesińska Władysław Kowalski Elżbieta Kępińska Joanna Szczepkowska                                                     |
| Benito Pérez Galdós             | Zjawa                                            | Paweł Kędzierski              | 1980-09-15 b/d               | Józef Onyszkiewicz Marek Barbasiewicz Joanna Pacuła Alicja Pawlicka Jan Matyjaszkiewicz                                                        |
| Aleksander Fredro               | Zrzędność i przekora                             | Andrzej Łapicki               | 1980-01-28 50 min.           | Wiesław Michnikowski Bronisław Pawlik Joanna Szczepkowska Mirosław Konarowski Tadeusz Chudecki                                                 |
| Lew Tołstoj                     | Śmierć Iwana Iljicza                             | Bogdan Hussakowski            | 1980-08-10 b/d               | Jerzy Trela Hanna Krupianka Wanda Wieszczycka Bożena Rogalska Janina Skałacka                                                                  |
| Stanisław Wyspiański            | Śmierć Ofelii                                    | Wojciech Szulczyński          | 1980-03-16 b/d               | Magdalena Jarosz Jerzy Radziwiłowicz |
| Arthur Miller                   | Śmierć komiwojażera                              | Kazimierz Karabasz            | 1980-07-13 b/d               | Tadeusz Łomnicki Barbara Krafftówna Jerzy Janeczek Krzysztof Kiersznowski Gustaw Lutkiewicz                                                    |
| Raymond Chandler                | Świadek oskarżenia                               | Marek Piestrak                | 1980-12-11 b/d               | Mieczysław Janowski Igor Przegrodzki Stanisław Igar Ewa Pokas Zbigniew Lesień                                                                  |
| Aleksander Fredro               | Świeczka zgasła                                  | Andrzej Łapicki               | 1980-02-10 32 min.           | Ewa Błaszczyk Daniel Olbrychski |
| Ireneusz Iredyński              | Żegnaj, Judaszu                                  | Jolanta Słobodzian            | 1980-10-30 83 min.           | Jerzy Trela Elżbieta Karkoszka Edward Lubaszenko Jerzy Radziwiłowicz Wiesław Wójcik                                                            |

| Autor tekstu oryginalnego      | Tytuł                                             | Reżyseria              | Data i czas emisji spektaklu | W rolach głównych                                                                                            |
| ------------------------------ | ------------------------------------------------- | ---------------------- | ---------------------------- | --- |
| William Shakespeare            | Burza                                             | Laco Adamík            | 1981-12-02 b/d               | Zbigniew Zapasiewicz Wojciech Klata Joanna Trzepiecińska Piotr Polk Leszek Teleszyński                       |
| Jan Kasprowicz                 | Żem człekiem jest przede wszystkim                | Stanisław Zajączkowski | 1981-05-17 b/d               | Maria Zającówna-Radwan Jerzy Bińczycki Zbigniew Kosowski Stefan Szramel                                      |
| Aleksandr Borin                | Znachor                                           | Tadeusz Żuchowski      | 1981-12-01 b/d               | Marek Bargiełowski Krzysztof Krupiński Józef Nalberczak Emilia Krakowska Jacek Kałucki                       |
| Arthur Schnitzler              | Zielona kakadu                                    | Marceli Kochańczyk     | 1981-11-23 b/d               | Janusz Marzec Olgierd Łukaszewicz Elżbieta Goetel Zofia Walkiewicz Alina Lipnicka                            |
| Hanna Krall                    | Zdążyć przed panem bogiem                         | Andrzej Brzozowski     | 1981-04-17 63 min.           | Zbigniew Zapasiewicz Elżbieta Kępińska                                                                       |
| Adolf Nowaczyński              | Wielki Fryderyk                                   | Józef Gruda            | 1981-10-26 135 min.          | Jan Świderski Ignacy Machowski Jerzy Kamas Leonard Pietraszak Zdzisław Tobiasz                               |
| Wil Lipatow                    | Wiejski Sherlock Holmes                           | Andrzej Zaorski        | 1981-05-17 b/d               | Bogusz Bilewski Hanna Stankówna Laura Łącz Marian Opania Grzegorz Wons                                       |
| Stanisław Wyspiański           | Wesele                                            | Jan Kulczyński         | 1981-03-16 114 min.          | Krzysztof Chamiec Anna Seniuk Krystyna Wachelko-Zaleska Piotr Fronczewski Joanna Kasperska                   |
| Edward Redliński               | Wcześniak                                         | Andrzej Konic          | 1981-09-21 b/d               | Bronisław Pawlik Jerzy Bończak Gabriela Kownacka Gustaw Lutkiewicz Witold Skaruch                            |
| Ignacy Nikorowicz              | W gołębniku                                       | Józef Słotwiński       | 1981-06-21 75 min.           | Marek Obertyn Małgorzata Lorentowicz Halina Rowicka Jerzy Przybylski Anna Skowroń                            |
| Miroslav Krleža                | W agonii                                          | Jan Kulczyński         | 1981-06-22 b/d               | Ignacy Gogolewski Jadwiga Jankowska Jan Englert Olga Bielska Jan Ciecierski                                  |
| Stanisław Bieniasz             | Urlop zdrowotny                                   | Kazimierz Kutz         | 1981-09-28 b/d               | Barbara Wrzesińska Jerzy Bińczycki Iwona Świętochowska Mirosław Krawczyk Anna Gołębiowska                    |
| Botho Strauss                  | Trylogia ponownych spotkań                        | Zygmunt Hübner         | 1981-06-08 b/d               | Maja Komorowska Jan Nowicki Janusz Bylczyński Mirosława Dubrawska Jan Machulski                              |
| Aleksandr Suchowo-Kobylin      | Śmierć Tarełkina                                  | Wiesław Wodecki        | 1981-06-15 b/d               | Igor Przegrodzki Zbigniew Lesień Zygmunt Bielawski Ferdynand Matysik Genowefa Wydrych                        |
| Stanisław Grochowiak           | Szalona Greta                                     | Ryszard Ber            | 1981-10-05 75 min.           | Stanisława Celińska Gustaw Holoubek Gabriela Kownacka Piotr Garlicki Zdzisław Wardejn                        |
| Józef Kuśmierek                | Superata                                          | Jan Machulski          | 1981-08-12 b/d               | Józef Nalberczak Krzysztof Kiersznowski Wiesław Drzewicz Halina Machulska Bożena Stryjkówna                  |
| Aleksiej Kazancew              | Stary dom                                         | Krystyna Meissner      | 1981-11-16 87 min.           | Daria Trafankowska Ryszarda Hanin Janusz Kłosiński Michał Maciejewski Piotr Machalica                        |
| Ladislav Fuks                  | Srebrne wesele                                    | Kazimierz Karabasz     | 1981-07-24 b/d               | Ryszarda Hanin Zdzisław Mrożewski                                                                            |
| Maria Pawlikowska-Jasnorzewska | Rezerwat                                          | Krzysztof Zaleski      | 1981-07-12 72 min.           | Krzysztof Kowalewski Grzegorz Wons Wiktor Zborowski Marta Lipińska Ewa Wiśniewska                            |
| Stanisław Horak                | Pustelnia                                         | Wojciech Solarz        | 1981-08-03 95 min.           | Mirosław Krawczyk Bernard Krawczyk Henryk Bista Wincenty Grabarczyk Marek Kondrat                            |
| Stefan Żeromski                | Przedwiośnie                                      | Wojciech Solarz        | 1981-11-09 108 min.          | Tomasz Stockinger Tadeusz Łomnicki Joanna Jędryka Zbigniew Zapasiewicz Joanna Szczepkowska                   |
| Jan Bratkowski                 | Próba rekonstrukcji                               | Jan Bratkowski         | 1981-05-14 b/d               | Józef Duriasz Elżbieta Borkowska-Szukszta Henryk Talar Maciej Góraj Stanisław Zaczyk                         |
| Jan Lechoń                     | Popiół i kwiat                                    | Stanisław Zajączkowski | 1981-06-06 b/d               | Jan Frycz Aleksander Fabisiak Zygmunt Józefczak Jerzy Trela                                                  |
| Włodzimierz Perzyński          | Polityka                                          | Jerzy Afanasjew        | 1981-07-16 b/d               | Halina Słojewska Stanisław Michalski Anna Chodakowska Leszek Ostrowski Jerzy Łapiński                        |
| Lope de Vega                   | Pies ogrodnika                                    | Irena Wollen           | 1981-11-30 b/d               | Anna Polony Dorota Pomykała Elżbieta Karkoszka Halina Wiśniewska Jan Frycz                                   |
| Cyprian Kamil Norwid           | Pierścień wielkiej damy czyli ex-machina durejko  | Witold Zatorski        | 1981-05-04 112 min.          | Danuta Kisiel Krzysztof Wakuliński Izabella Pieńkowska Marek Walczewski Janusz Kłosiński                     |
| Zbigniew Herbert               | Pan Cogito                                        | Zbigniew Zapasiewicz   | 1981-09-07 56 min.           | Zbigniew Zapasiewicz Teatr Pantomimy Stodoła                                                                 |
| Zdzisław Pietras               | Ostatnie tygodnie, ostatnie dni, ostatnie godziny | Maria Kaniewska        | 1981-08-31 b/d               | Henryk Bista Stanisław Iżyłowski Andrzej Szaciłło Jerzy Kiszkis Piotr Suchora                                |
| Fritz Hochwälder               | Oskarżyciel publiczny                             | Jan Maciejowski        | 1981-10-19 b/d               | Stanisław Jaroszyński Teresa Sawicka Bohdan Kuca Zdzisław Sośnierz Jerzy Dominik                             |
| Andrzej Niedoba                | Noc świętojańska                                  | Janusz Kidawa          | 1981-07-20 51 min.           | Adam Baumann Jan Bógdoł Marian Dziędziel Antoni Jurasz Mirosław Krawczyk                                     |
| Leon Kruczkowski               | Niemcy                                            | Andrzej Łapicki        | 1981-05-11 101 min.          | Maja Komorowska Andrzej Łapicki Krystyna Janda Jacek Borkowski Ewa Błaszczyk                                 |
| Pierre Chesnot                 | Na zdrowie                                        | Jan Kobuszewski        | 1981-06-10 b/d               | Krzysztof Kowalewski Barbara Rachwalska Hanna Zembrzuska Jan Matyjaszkiewicz Halina Łabonarska               |
| Franciszek Karpiński           | Na trzeci maja                                    | Wojciech Siemion       | 1981-05-03 b/d               | Cezary Morawski                                                                                              |
| Maksim Gorki                   | Na dnie                                           | Izabella Cywińska      | 1981-08-03 b/d               | Stefan Czyżewski Janusz Michałowski Andrzej Lajborek Elżbieta Jarosik Maria Robaszkiewicz                    |
| Rainer Maria Rilke             | My wciąż spieszący                                | Andrzej Maj            | 1981-11-02 b/d               | Monika Niemczyk Anna Polony Anna Dymna Urszula Kiebzak Dorota Pomykała                                       |
| Michaił Bułhakow               | Molier, czyli zmowa świętoszków                   | Maciej Wojtyszko       | 1981-05-25 115 min.          | Tadeusz Łomnicki Halina Mikołajska Joanna Szczepkowska Ignacy Gogolewski Jan Matyjaszkiewicz Marian Kociniak |
| Hanna Krall                    | Milczenie                                         | Włodzimierz Nurkowski  | 1981-05-20 b/d               | Wacław Ulewicz Tadeusz Zięba Bożena Adamek Ryszard Jasiński Zbigniew Gorzowski                               |
| Jarosław Iwaszkiewicz          | Lato 1932                                         | Andrzej Łapicki        | 1981-03-01 b/d               | Zbigniew Zapasiewicz Andrzej Łapicki Jacek Borkowski                                                         |
| Nora Szczepańska               | Kucharki                                          | Marceli Kochańczyk     | 1981-03-30 84 min.           | Czesława Monczka Jerzy Głybin Jerzy Kuczera Wojciech Górniak Łukasz Pijewski                                 |
| Pedro Calderón de la Barca     | Księżniczka na opak wywrócona                     | Zbigniew Bogdański     | 1981-07-06 b/d               | Teresa Kaczyńska Jerzy Łapiński Zofia Walkiewicz Marian Dworakowski Andrzej Nowiński                         |
| Jerzy Szaniawski               | Kowal, pieniądze i gwiazdy                        | Maciej Englert         | 1981-12-26 80 min.           | Franciszek Pieczka Anna Nehrebecka Henryk Borowski Marta Lipińska Olgierd Łukaszewicz                        |
| Andrzej Kuśniewicz             | Korupcja                                          | Ryszard Ber            | 1981-03-27 b/d               | Tadeusz Janczar Jerzy Kamas Tadeusz Łomnicki Anna Chodakowska Henryk Bista                                   |
| Kazimierz Przerwa-Tetmajer     | Kocham cię za to, że cię kochać muszę             | Andrzej Maj            | 1981-03-08 b/d               | Tadeusz Bradecki Jan Frycz Marek Grechuta Tadeusz Huk Jerzy Trela                                            |
| Boris Łapin                    | Klaudia                                           | Andrzej Żmijewski      | 1981-04-29 b/d               | Zofia Kucówna Tomasz Zaliwski Halina Rowicka Joanna Jastrzębska Piotr Grabowski                              |
| Peter Cheyney                  | Kat czeka niecierpliwie                           | Krzysztof Iwanowski    | 1981-10-29 b/d               | Roman Wilhelmi Beata Tyszkiewicz Jerzy Zelnik Józef Onyszkiewicz Zbigniew Buczkowski                         |
| Karol Hubert Rostworowski      | Judasz z Kariothu                                 | Tadeusz Lis            | 1981-04-13 93 min.           | Jan Tesarz Janusz Kłosiński Grzegorz Wons Gustaw Lutkiewicz Henryk Machalica                                 |
| Tibor Déry                     | Jednouchy                                         | Marek Wortman          | 1981-10-03 b/d               | Jacek Godek Andrzej Szalawski Teresa Kaczyńska Małgorzata Ząbkowska Henryk Bista                             |
| Antoni Słonimski               | Jak to było naprawdę                              | Wojciech Siemion       | 1981-07-03 b/d               | Wojciech Siemion                                                                                             |
| Pierre de Marivaux             | Igraszki trafu i miłości                          | Andrzej Szczepkowski   | 1981-05-18 b/d               | Igor Śmiałowski Andrzej Blumenfeld Magdalena Zawadzka Wiktor Zborowski Małgorzata Niemirska                  |
| Ignacy Krasicki                | Hymn do miłości ojczyzny                          | Wojciech Siemion       | 1981-05-03 b/d               | Tadeusz Chudecki                                                                                             |
| Wojciech Bogusławski           | Henryk VI na łowach                               | Bogdan Baer            | 1981-04-20 75 min.           | Mieczysław Voit Barbara Horawianka Krystyna Tolewska Jacek Chmielnik Bogusław Sochnacki                      |
| Julian Ursyn Niemcewicz        | Gmach podupadły                                   | Wojciech Siemion       | 1981-05-03 b/d               | Wojciech Siemion Władysław Kowalski                                                                          |
| Terence Rattigan               | Głębokie błękitne morze                           | Maciej Englert         | 1981-03-15 b/d               | Marta Lipińska Tadeusz Janczar Jerzy Kamas Krzysztof Kolberger Krzysztof Gordon                              |
| Aleksander Czchaidze           | Gdy miasto śpi...                                 | Janusz Morgenstern     | 1981-04-06 b/d               | Zbigniew Zapasiewicz Zofia Małynicz Kazimierz Kaczor Władysław Kowalski Ryszard Pietruski                    |
| Jerzy Szaniawski               | Dziewczyna z lasu                                 | Marek Okopiński        | 1981-04-05 b/d               | Gabriela Sarnecka Stanisław Michalski Lech Grzmociński Zbigniew Olszewski Zbigniew Szczapiński               |
| Adam Mickiewicz                | Dziady cz. III                                    | Jan Kulczyński         | 1981-12-07 b/d               | Cezary Morawski Zbigniew Zapasiewicz Ryszarda Hanin Mariusz Dmochowski Sławomir Lindner                      |
| Aleksander Fredro              | Dwie blizny                                       | Andrzej Łapicki        | 1981-05-01 73 min.           | Irena Kwiatkowska Ryszarda Hanin Grażyna Barszczewska Janusz Gajos Jerzy Kryszak                             |
| Friedrich Schiller             | Don Carlos                                        | Ryszard Bugajski       | 1981-08-30 b/d               | Stanisław Michalski Andrzej Pieczyński Zofia Walkiewicz Krzysztof Gordon Jan Twardowski                      |
| Emil Zegadłowicz Maria Koszyc  | Domek z kart                                      | Marek Okopiński        | 1981-08-24 b/d               | Piotr Krukowski Andrzej Żarnecki Bogdan Baer Andrzej Herder Gabriela Sarnecka                                |
| Sławomir Mrożek                | Dom na granicy                                    | Tadeusz Lis            | 1981-09-14 b/d               | Marian Kociniak Urszula Popiel Elżbieta Dankiewicz Andrzej Balcerzak Andrzej Buszewicz                       |
| Jakub Jasiński                 | Do narodu                                         | Wojciech Siemion       | 1981-05-03 b/d               | Olgierd Łukaszewicz                                                                                          |
| Tadeusz Rittner                | Czerwony bukiet                                   | Stanisław Hebanowski   | 1981-09-13 b/d               | Stanisław Michalski Henryk Bista Małgorzata Ząbkowska Irena Maślińska Zbigniew Olszewski                     |
| Barrie Keeffe                  | Bądź mi opoką                                     | Andrzej Titkow         | 1981-03-09 b/d               | Stanisław Górka Tadeusz Chudecki Jacek Uhrynowski                                                            |
| Monte Doyle                    | Azyl                                              | Janusz Dymek           | 1981-04-30 b/d               | Marta Lipińska Olgierd Łukaszewicz Tomasz Zaliwski Maciej Góraj Józef Nalberczak                             |
|                                | Paragraf 4                                        | Marek Piwowski         | 1981-05-27 80 min.           | Piotr Fronczewski Henryk Borowski Kalina Jędrusik Jan Jurewicz Barbara Krafftówna                            |
| Fiodor Dostojewski             | Lichwiarz i łagodna                               | Kazimierz Borowiec     | 1981-10-14 b/d               | Kazimierz Borowiec                                                                                           |
|                                | Derwisz                                           | Mesa Selimovic         | 1981-11-23 b/d               | Szymon Pawlicki Stanisław Michalski Józef Onyszkiewicz                                                       |
| Henryk Kluba                   | Wojna w Polszcze pospolita                        | Henryk Kluba           | 1981-01-26 b/d               | Franciszek Pieczka Emilian Kamiński Janusz Gajos Wojciech Siemion Wiesław Gołas                              |
| Jan Parandowski                | Spotkanie wśród gwiazd                            | Stanisław Różewicz     | 1981-01-08 32 min.           | Marek Walczewski Gustaw Holoubek                                                                             |
| Robert Anderson                | Samotnik                                          | Andrzej Domalik        | 1981-02-19 b/d               | Władysław Kowalski Lidia Korsakówna Michał Bajor Kazimierz Meres Agnieszka Fatyga                            |
| Edward Redliński               | Pustaki                                           | Roman Kłosowski        | 1981-01-12 82 min.           | Piotr Krukowski Roman Kłosowski Leszek Benke Mirosław Szonert Jerzy Korsztyn                                 |
| Enn Veteman                    | Pomnik                                            | Andrzej Kotkowski      | 1981-01-19 b/d               | Jerzy Kryszak Mariusz Benoit Halina Golanko Andrzej Szalawski Mariusz Dmochowski                             |
| Ladislav Fuks                  | Palacz zwłok                                      | Wojciech Wiszniewski   | 1981-02-27 57 min.           | Franciszek Trzeciak Wirgiliusz Gryń Barbara Dziekan Zofia Tomaszewska Arkadiusz Loba                         |
| Friedrich Dürrenmatt           | Nocna rozmowa z człowiekiem, którym się gardzi    | Andrzej Chrzanowski    | 1981-01-31 b/d               | Bohdan Janiszewski Tadeusz Zapaśnik                                                                          |
| Jarosław Iwaszkiewicz          | Noc czerwcowa                                     | Tadeusz Junak          | 1981-07-24 b/d               | Hanna Bieluszko Mariusz Wojciechowski Zbigniew Józefowicz Maria Wawszczyk Kazimiera Nogajówna                |
| Ireneusz Iredyński             | Maria                                             | Adam Hanuszkiewicz     | 1981-01-23 48 min.           | Zofia Kucówna                                                                                                |
| Michał Choromański             | Largactil                                         | Krzysztof Wierzbiański | 1981-02-26 b/d               | Gabriela Kownacka Wieńczysław Gliński Stefania Iwińska Gustaw Lutkiewicz Jolanta Lothe                       |
| Daniel Keyes                   | Kwiaty dla Algernona                              | Paweł Kędzierski       | 1981-01-15 b/d               | Paweł Nowisz Danuta Borowiecka Jan Peszek Andrzej Głoskowski Jan Hencz                                       |
| Franciszek Zabłocki            | Król w kraju rozkoszy                             | Andrzej Strzelecki     | 1981-01-05 54 min.           | Marian Kociniak Anna Seniuk Witold Dębicki Krzysztof Kowalewski Jerzy Turek                                  |
| Jan Pista                      | Discjockey                                        | Zygmunt Lech           | 1981-02-15 b/d               | Bogdan Koca                                                                                                  |
| Edmond Rostand                 | Cyrano de Bergerac                                | Krzysztof Zaleski      | 1981-02-23 108 min.          | Piotr Fronczewski Liliana Głąbczyńska Marek Kondrat Edmund Fetting Damian Damięcki                           |
| Romain Rolland                 | Colas Breugnon                                    | Tadeusz Junak          | 1981-02-02 b/d               | Roman Kłosowski Romana Kamińska Barbara Szcześniak Michał Szewczyk Józef Zbiróg                              |
| Michaił Sałtykow-Szczedrin     | Cienie                                            | Wiesław Wodecki        | 1981-02-09 b/d               | Zygmunt Bielawski Andrzej Wilk Zbigniew Lesień Igor Przegrodzki Halina Śmiela                                |
| Ryszard Kapuściński            | Cesarz                                            | Jerzy Hutek            | 1981-02-01 84 min.           | Władysław Kowalski Bolesław Smela Bronisław Pawlik Mariusz Benoit Edmund Karwański                           |
| August Strindberg              | Burza                                             | Andrzej Łapicki        | 1981-06-29 75 min.           | Gustaw Holoubek Andrzej Łapicki Bronisław Pawlik Ewa Dałkowska Ewa Błaszczyk Joanna Pacuła                   |
| Aleksander Puszkin             | Borys Godunow                                     | Laco Adamík            | 1981-02-16 b/d               | Jerzy Bińczycki Jerzy Radziwiłowicz Zygmunt Józefczak Jerzy Trela Zbigniew Kosowski                          |
| Sofokles                       | Antygona                                          | Jerzy Gruza            | 1981-03-23 73 min.           | Marek Walczewski Justyna Kulczycka Barbara Bursztynowicz Zbigniew Grusznic Izabella Pieńkowska               |
| Bohdan Urbankowski             | O coś więcej niż przetrwanie                      | Grzegorz Królikiewicz  | 1981 105 min.                | Ryszard Filipski                                                                                             |

| Autor tekstu oryginalnego | Tytuł                              | Reżyseria              | Data i czas emisji spektaklu | W rolach głównych |
| ------------------------- | ---------------------------------- | ---------------------- | ---------------------------- | --- |
| Maria Konopnicka          | Znana nasza                        | Andrzej Maj            | 1982-12-13 b/d               | Anna Dymna Magdalena Jarosz Elżbieta Karkoszka Ewa Kolasińska Agnieszka Mandat |
| Aldous Huxley             | Uśmiech Giocondy                   | Krystyna Sznerr        | 1982-12-25 b/d               | Anna Milewska Jerzy Kamas Władysław Kowalski Hanna Stankówna Iwona Głębicka |
| Cyprian Kamil Norwid      | To taki wiek                       | Jerzy Siech            | 1982-05-03 31 min.           | Andrzej Karolak Jerzy Siech Marian Szul Alicja Telatycka Krzysztof Ziembiński |
| Halina Auderska           | Sądzone mu było wybierać           | Andrzej Chrzanowski    | 1982-08-30 49 min.           | Tadeusz Zapaśnik |
| Adam Bahdaj               | Przygody pingwina Pik-Poka         | Włodzimierz Fełenczak  | 1982-06-27 b/d               | Bogdan Banaszek Wiesław Cichy Barbara Lach Ewa Wyszomirska Joanna Heska-Wójcik |
| Daniel Christoff          | Powrót z Elby                      | Romana Próchnicka      | 1982-12-08 b/d               | Irena Orska Jerzy Nowak Halina Kuźniakówna Andrzej Hudziak |
| Britta Wuttke             | Portret z ram wyjęty               | Ewa Wawrzoń            | 1982-11-17 b/d               | Ewa Wawrzoń |
| Adam Ważyk                | Po tamtej stronie trawy            | Anna Minkiewicz        | 1982-12-16 b/d               | Gustaw Kron Włodzimierz Saar Marek Wysocki |
| Roman Bratny              | Piwko i zdesperowany               | Krzysztof Kwinta       | 1982-12-06 b/d               | Grażyna Trela Kazimierz Borowiec Leszek Kubanek Jerzy Grałek Krzysztof Stachowski |
| Leon Kruczkowski          | Pierwszy dzień wolności            | Ignacy Gogolewski      | 1982-05-13 94 min.           | Jerzy Rogalski Krystyn Wójcik Ryszard Kolaszyński Ludwik Paczyński Grażyna Kłodnicka |
| Aleksander Fredro         | Ożenić się nie mogę                | Jan Klemens            | 1982-11-22 b/d               | Tadeusz Madeja Marta Kotowska Ewa Nijaki Jacek Medwecki Krzysztof Misiurkiewicz |
| Zygmunt Krasiński         | Nie-boska komedia                  | Zygmunt Hübner         | 1982-10-11 118 min.          | Jerzy Zelnik Anna Dymna Marek Walczewski Jerzy Radziwiłowicz Jerzy Trela |
| Jerzy Szaniawski          | Most                               | Bogdan Augustyniak     | 1982-09-27 b/d               | Józef Józefczyk Maria Góral Józef Chrobak Robert Mazurkiewicz Ewa Agopsowicz |
| Henryk Bardijewski        | Milczeć pogodnie                   | Andrzej Maj            | 1982-06-21 55 min.           | Grażyna Długołęcka Anna Dymna Piotr Krukowski Janusz Kubicki |
| Ireneusz Iredyński        | Listy z rabarbaru                  | Jan Młodawski          | 1982-11-01 b/d               | Jan Młodawski |
| Tadeusz Kucharski         | Linie życia                        | Grzegorz Skurski       | 1982-05-17 48 min.           | Andrzej Bonarski Ewa Decówna Andrzej Krasicki Juliusz Lubicz-Lisowski Adam Ferency |
| Włodzimierz Perzyński     | Lekkomyślna siostra                | Stanisław Wieszczycki  | 1982-05-10 100 min.          | Barbara Wronowska Barbara Koziarska Marek Prażanowski Witold Zarychta Anna Świetlicka |
| Fred Denger               | Langusta                           | Joanna Wiśniewska      | 1982-11-24 b/d               | Jadwiga Chojnacka |
| Aleksiej Tołstoj          | Kulawy książę                      | Ryszard Smożewski      | 1982-08-19 b/d               | Jerzy Trela Ewa Czajkowska Maria Czyż Elżbieta Kijowska Stanisław Elsner |
| Michał Bałucki            | Krewniaki                          | Alojzy Nowak           | 1982-12-01 b/d               | Jerzy Koczyński Jerzy Dziedzic Eulalia Majchrzak-Janik Anna Sobolewska Lidia Maksymowicz |
| Michel de Ghelderode      | Kram Karoliny                      | Henryk Duda            | 1982-11-24 b/d               | Zbigniew Kłopocki Tomasz Poźniak Jarosław Pilarski Elżbieta Kijowska Janusz Andrzejewski |
| Langton Warren            | Kartoflany król                    | Andrzej Zakrzewski     | 1982-10-04 b/d               | Ryszarda Hanin Henryk Borowski Wanda Lothe-Stanisławska Stanisława Celińska Mirosław Konarowski |
| Alfred de Musset          | Kaprys                             | Olga Lipińska          | 1982-04-12 45 min.           | Ewa Serwa Marek Kondrat Ewa Decówna Eugeniusz Nowakowski |
| Miguel de Cervantes       | Intermedia                         | Irma Czaykowska        | 1982-10-25 b/d               | Elżbieta Nowosad Helena Norowicz Monika Stefanowicz Teresa Gałczyńska Gustaw Kron |
| Maksim Gorki              | Fałszywa moneta                    | Jacek Gąsiorowski      | 1982-11-08 b/d               | Stanisław Dąbrowski Małgorzata Ząbkowska Dorota Lulka Elżbieta Goetel Teresa Filarska |
| Ladislav Smoček           | Dziwne popołudnie doktora Burkego  | Tadeusz Lis            | 1982-10-07 b/d               | Michał Grudziński Wanda Ostrowska Anna Kulina Paweł Hadyński Rajmund Jakubowicz |
| Zofia Nałkowska           | Dzień jego powrotu                 | Andrzej Łapicki        | 1982-09-20 94 min.           | Krystyna Janda Jan Englert Andrzej Łapicki Olgierd Łukaszewicz Małgorzata Zajączkowska |
| Bob Shaw                  | Człowiek z dwóch czasów            | Laco Adamík            | 1982-06-10 b/d               | Jerzy Kryszak Gabriela Kownacka Gustaw Lutkiewicz Maciej Uziębło Marek Barbasiewicz |
| Artur Watkins             | Człowiek, który przyszedł w piątek | Wiesław Wodecki        | 1982-09-23 b/d               | Ferdynand Matysik Teresa Sawicka Grzegorz Górny Jerzy Dominik Zygmunt Bielawski |
| Peter Hacks               | Cosima                             | Ignacy Gogolewski      | 1982-11-29 b/d               | Tatiana Ostojska Ignacy Gogolewski Henryk Sobiechart |
| Molière                   | Chory z urojenia                   | Józef Słotwiński       | 1982-06-07 b/d               | Krzysztof Kursa Liliana Brzezińska Grażyna Suchocka Ewa Betta Cezary Kazimierski |
| Juliusz Słowacki          | Balladyna                          | Olga Lipińska          | 1982-04-24 91 min.           | Krystyna Wachelko-Zaleska Krystyna Janda Jan Prochyra Krzysztof Stroiński Jadwiga Jankowska |
| Sławomir Łubiński         | Ballada o Januszku                 | Anna Minkiewicz        | 1982-05-24 78 min.           | Ryszarda Hanin |
| Ignacy Krasicki           | Krosienka                          | Marek Okopiński        | 1982-01-04 75 min.           | Henryk Sakowicz Teresa Filarska Małgorzata Ząbkowska Dorota Lulka Anna Chodakowska |
| Aleksandr Nikołajew       | Kanonada                           | Mieczysław Małysz      | 1982-02-27 b/d               | Marek Bargiełowski Bogdan Wiśniewski Ryszard Żuromski Zofia Walkiewicz Marian Dworakowski |
| Zygmunt Krasiński         | Irydion                            | Jan Englert            | 1982-05-31 119 min.          | Jan Frycz Jan Świderski Joanna Szczepkowska Zdzisław Mrożewski Stanisław Niwiński |
| István Csurka             | Gorzkie żale w dozorcówce          | Krzysztof Rościszewski | 1982-10-12 b/d               | Irena Telesz Czesław Stopka Stefan Burczyk Dorota Wójcik Andrzej Jurczak |
| Elihu Winer               | Anatomia morderstwa                | Janusz Majewski        | 1982-10-21 b/d               | Piotr Garlicki Wojciech Wysocki Liliana Głąbczyńska Krzysztof Kiersznowski Zdzisław Wardejn Bronisław Pawlik Józef Pieracki Zdzisław Tobiasz Jerzy Bończak Arkadiusz Bazak Wojciech Alaborski Anatol Kobyliński Jan Żardecki Stefan Friedmann Kazimierz Meres Zdzisław Szymański |

| Autor tekstu oryginalnego     | Tytuł                                       | Reżyseria              | Data i czas emisji spektaklu         | W rolach głównych                                                                                       |
| ----------------------------- | ------------------------------------------- | ---------------------- | ------------------------------------ | --- |
| Federico García Lorca         | Czarująca szewcowa                          | Irma Czaykowska        | 1983-03-07 b/d                       | Grażyna Dzięgielewska Kazimierz Iwiński Joanna Chojnowska Aleksander Fogiel Andrzej Fogiel              |
| Aleksander Maliszewski        | Droga do Czarnolasu                         | Andrzej Maj            | 1983-04-04 99 min.                   | Julitta Sękiewicz Barbara Romanowicz Ryszard Stogowski Stanisław Jaskułka Kamila Sammler                |
| Adam Mickiewicz               | Dziady                                      | Konrad Swinarski       | 1983-10-31 96 min, część 2 – 93 min. | Roman Stankiewicz Roman Wójtowicz Elżbieta Karkoszka Michał Żarnecki Anna Polony                        |
| Raymond Chandler              | Długie pożegnanie                           | Stefan Szlachtycz      | 1983-02-10 b/d                       | Witold Pyrkosz Marek Bargiełowski Stefan Friedmann Zbigniew Papis Marek Obertyn                         |
| Janusz Korczak                | Epizod z roku 1942                          | Kazimierz Karabasz     | 1983-04-18 49 min.                   | Henryk Machalica                                                                                        |
| Carlo Goldoni                 | Gbury                                       | Irma Czaykowska        | 1983-02-14 b/d                       | Włodzimierz Saar Joanna Ciemniewska Wacław Szklarski Wiesław Nowosielski Małgorzata Matuszewska         |
| Jerzy Zawieyski               | Gdy płoną lasy                              | Marceli Kochańczyk     | 1983-09-19 95 min.                   | Andrzej Szenajch Ryszard Barycz Mieczysław Voit Janusz Zakrzeński Andrzej Blumenfeld                    |
| Wincenty Faber                | Jakiekolwiek zdarzenie                      | Stanisław Zajączkowski | 1983-12-28 b/d                       | Bożena Adamek Zygmunt Józefczak Jerzy Grałek                                                            |
| Edward Redliński              | Jubileusz                                   | Franciszek Trzeciak    | 1983-05-16 b/d                       | Jolanta Wołłejko Adam Gessler Leon Pietraszkiewicz Józef Osławski Marta Wojdygo                         |
| Brunon Rajca                  | Kabaret Brunona Rajcy                       | Brunon Rajca           | 1983-08-05 b/d                       | Jerzy Aleksander Braszka Andrzej Nowakowski Elżbieta Nowosad Izabella Lipka Elwira Lickiewicz           |
| Jarosław Iwaszkiewicz         | Kochankowie z Werony                        | Maciej Dzienisiewicz   | 1983-02-21 79 min.                   | Barbara Zielińska Tadeusz Kozłowski Alicja Telatycka Zbigniew Borek                                     |
| Jan Szymański                 | Krzywa płaska                               | Jan Machulski          | 1983-06-20 66 min.                   | Katarzyna Leszczyńska Tadeusz Borowski Karol Strasburger Daria Trafankowska Janusz Bukowski             |
| Jerzy Suchanek                | Labirynt                                    | Barbara Borys-Damięcka | 1983-07-08 b/d                       | Ewa Kania Halina Rowicka Krzysztof Kalczyński Józef Osławski Gabriel Nehrebecki                         |
| Mirosław Książek              | Martwa natura z człowiekiem                 | Barbara Borys-Damięcka | 1983-06-07 b/d                       | Stefan Knothe Tomasz Zaliwski Arkadiusz Bazak Elżbieta Nowosad                                          |
| Bertolt Brecht                | Matka Courage i jej dzieci                  | Andrzej Rozhin         | 1983-08-15 b/d                       | Janina Bocheńska Lidia Jeziorska Włodzimierz Matuszak Jacek Gierczak Beata Kolak                        |
| Waldemar Gaiński              | Miasto                                      | Jacek Hohensee         | 1983-10-26 b/d                       | Anna Ciepielewska Anna Chodakowska Mieczysław Hryniewicz Eugeniusz Kamiński Igor Sawin                  |
| Maria Dańkowska               | Miał niebieskie oczy i był dobrze wychowany | Wiktor Skrzynecki      | 1983 33 min.                         | Katarzyna Surmiak Teresa Lipowska Włodzimierz Press                                                     |
| Miron Białoszewski            | Mironczarnia                                | Wojciech Siemion       | 1983-07-01 76 min.                   | Wojciech Siemion                                                                                        |
| Iwan Turgieniew               | Na łaskawym chlebie                         | Tadeusz Lis            | 1983-05-02 b/d                       | Agnieszka Mandat Edward Rączkowski Marian Cebulski Andrzej Kruczyński Ryszard Jasiński                  |
| Konstanty Ildefons Gałczyński | Niobe                                       | Tadeusz Ryłko          | 1983-08-02 30 min.                   | Małgorzata Chryc-Filary Marta Kotowska Ewa Leśniak Ewa Nijaki Zbigniew Filary                           |
| Stefan Krzywoszewski          | Noc listopadowa                             | Maria Kaniewska        | 1983-01-03 b/d                       | Stanisław Michalski Małgorzata Ząbkowska Elżbieta Goetel Jerzy Kiszkis Marian Dworakowski               |
| John Willard                  | Noc strachu                                 | Tadeusz Aleksandrowicz | 1983-03-31 b/d                       | Krystyna Rayska Barbara Łukaszewska Włodzimierz Biernacki Tadeusz Kozłowski Krzysztof Nowik             |
|                               | Od ojczyzny do synczyzny                    | Barbara Borys-Damięcka | 1983-07-20 b/d                       | Arkadiusz Bazak Emil Karewicz Teresa Lipowska Gabriel Nehrebecki Józef Osławski                         |
| Ödön von Horváth              | Opowieści lasku wiedeńskiego                | Włodzimierz Nurkowski  | 1983-12-05 b/d                       | Bożena Adamkówna Barbara Stesłowicz Jan Peszek Krzysztof Jędrysek Jacek Strawa                          |
|                               | Opowieści o Borodinie                       | Lech Emfazy Stefański  | 1983 b/d                             | |
| Aleksander Fredro             | Pan Jowialski                               | Zygmunt Wojdan         | 1983-01-01 b/d                       | Jerzy Wasiuczyński Magdalena Radłowska Jerzy Głębowski Marta Chruściel Konrad Fulde                     |
| Franciszek Bohomolec          | Pijacy                                      | Roman Kłosowski        | 1983-08-08 58 min.                   | Jerzy Bończak Jolanta Wołłejko Lech Ordon Marek Robaczewski Lech Sołuba                                 |
| Klemens Janicki               | Poeta laureatus                             | Stanisław Zajączkowski | 1983-06-21 b/d                       | Jan Güntner Andrzej Nowakowski Piotr Różański                                                           |
| Franciszek Ziejka             | Polski listopad                             | Stanisław Zajączkowski | 1983-11-14 98 min.                   | Zbigniew Ruciński Henryk Majcherek Wojciech Ziętarski Andrzej Buszewicz Jerzy Harasiewicz               |
| Witold Dąbrowski              | Portret trumienny                           | Anna Minkiewicz        | 1983-11-01 b/d                       | Olgierd Łukaszewicz Łucja Prus                                                                          |
| Tadeusz Różewicz              | Powrót                                      | Anna Minkiewicz        | 1983-05-26 b/d                       | Cezary Morawski                                                                                         |
| Eugene O’Neill                | Pożądanie w cieniu wiązów                   | Grzegorz Skurski       | 1983-09-26 86 min.                   | Krystyna Janda Jerzy Bińczycki Bogusław Linda Krzysztof Majchrzak Henryk Talar                          |
| Cyprian Kamil Norwid          | Promethidion                                | Jerzy Wójcik           | 1983-05-04 b/d                       | Henryk Boukołowski                                                                                      |
| Jerzy Harasymowicz            | Rysowałaś wiersze moje                      | Stanisław Zajączkowski | 1983-11-20 b/d                       | Dorota Pomykała Edward Lubaszenko Ilona Słaboszowska Małgorzata Brożonowicz-Sienkiewicz                 |
| Kazimierz Wierzyński          | Rzeczownik                                  | Anna Minkiewicz        | 1983-05-26 b/d                       | Ryszarda Hanin                                                                                          |
| Jan Dobraczyński              | Samson i Dalila                             | Maciej Z. Bordowicz    | 1983-09-05 97 min.                   | Bogusław Sochnacki Magdalena Cwenówna Józef Zbiróg Bogumił Antczak Michał Szewczyk                      |
| August Strindberg             | Sonata widm                                 | Lech Komarnicki        | 1983-04-11 b/d                       | Janusz Kłosiński Tomasz Marzecki Halina Kossobudzka Stanisław Mikulski Jadwiga Polanowska               |
| Eugène Scribe                 | Szklanka wody                               | Maria Kaniewska        | 1983-12-19 b/d                       | Joanna Bogacka Małgorzata Ząbkowska Krzysztof Gordon Małgorzata Flegel Mirosław Siedler                 |
| Felicity Browne               | Taniec rodzinny                             | Tadeusz Junak          | 1983-01-10 b/d                       | Tomasz Dębiński Jan Peszek Mirosława Marcheluk Ewa Mirowska Barbara Dziekan                             |
| Helmut Kajzar                 | Villa dei misteri                           | Helmut Kajzar          | 1983-10-17 106 min.                  | Ewa Żukowska Kazimierz Wichniarz Wojciech Siemion Andrzej Malec Jolanta Lothe                           |
| Jarosław Iwaszkiewicz         | Wesele pana Balzaka                         | Tadeusz Junak          | 1983-10-10 71 min.                   | Olgierd Łukaszewicz Marian Łącz Krzysztof Stroiński Henryk Machalica Justyna Kulczycka                  |
| August Strindberg             | Wielkanoc                                   | Bogdan Hussakowski     | 1983-10-15 b/d                       | Alicja Zommer Mariusz Wojciechowski Bożena Miller-Małecka Małgorzata Rogacka-Wiśniewska Hanna Bieluszko |
| Aleksander Fredro             | Wielki człowiek do małych interesów         | Barbara Jaklicz        | 1983-02-07 b/d                       | Aleksander Fogiel Jolanta Nowińska Joanna Chojnowska Włodzimierz Adamski Leszek Benke                   |
| Tadeusz Rittner               | Wilki w nocy                                | Krzysztof Gordon       | 1983-11-12 109 min.                  | Stanisław Dąbrowski Tomasz Fogiel Andrzej Nowiński Jakub Zaklukiewicz Henryk Bista                      |
| Henrik Ibsen                  | Wróg ludu                                   | Jan Błeszyński         | 1983-05-30 109 min.                  | Jerzy Trela Jan Nowicki Tadeusz Huk Edward Lubaszenko Elżbieta Karkoszka                                |
| Ireneusz Iredyński            | Wszyscy zostali napadnięci                  | Zbigniew Rebzda        | 1983-08-22 b/d                       | Ewa Szykulska Czesław Nogacki Tadeusz Pluciński                                                         |
| James Joyce                   | Wygnańcy                                    | Jan Sycz               | 1983-10-29 b/d                       | Jan Bógdoł Ilona Bartosińska Ewa Leśniak Czesław Stopka Zofia Wicińska                                  |
| Piotr Baryka                  | Z chłopa król                               | Maciej Z. Bordowicz    | 1983-11-21 75 min.                   | Kazimierz Wichniarz Zygmunt Hobot Mieczysław Czechowicz Jan Młodawski Ryszard Nawrocki                  |
| Krystyna Zielińska            | Z pamiętnika szalonej gospodyni             | Barbara Sałacka        | 1983 b/d                             | Barbara Wrzesińska                                                                                      |
| Jacques Audiberti             | Zjawisko Glapiona                           | Gustaw Kron            | 1983-03-20 b/d                       | Małgorzata Matuszewska Stefan Knothe Gustaw Kron                                                        |
| Witold Gombrowicz             | Ślub                                        | Ryszard Major          | 1983-10-01 b/d                       | Jakub Zaklukiewicz Joanna Bogacka Jerzy Łapiński Małgorzata Ząbkowska Adam Trela                        |
| Fritz Hochwälder              | Święty eksperyment                          | Andrzej Chrzanowski    | 1983-10-03 b/d                       | Eugeniusz Kamiński Piotr Fronczewski Tadeusz Huk Piotr Machalica Andrzej Konic                          |
| Walentin Rasputin             | Żyj i pamiętaj                              | Jan Machulski          | 1983-08-22 b/d                       | Bożena Stryjkówna Bogusław Semotiuk Kazimierz Zarzycki Halina Dobrowolska Włodzimierz Skoczylas         |

| Autor tekstu oryginalnego       | Tytuł                                             | Reżyseria                     | Data i czas emisji spektaklu | W rolach głównych                                                                                  |
| ------------------------------- | ------------------------------------------------- | ----------------------------- | ---------------------------- | -------------------------------------------------------------------------------------------------- |
| Eugene O’Neill                  | Anna Christie                                     | Marek Okopiński               | 1984-04-02 b/d               | Jolanta Nowińska Wirgiliusz Gryń Włodzimierz Adamski Ewa Zdzieszyńska Dymitr Hołówko               |
| Joanna Chmielewska              | Bajka o Klimku                                    | Ewa Vogtman-Budny             | 1984 45 min.                 | Artur Barciś Stanisław Niwiński Janina Traczykówna Stefania Iwińska                                |
| Waldemar Łysiak                 | Bestseller                                        | Marek Gracz                   | 1984-06-07 93 min.           | Leon Niemczyk Henryk Talar Ryszard Dembiński Józef Fryźlewicz Maria Białobrzeska                   |
| Fiodor Dostojewski              | Biedni ludzie                                     | Tadeusz Bradecki              | 1984-11-16 b/d               | Magdalena Jarosz Kazimierz Borowiec Jacek Romanowski Marek Litewka                                 |
| John Boynton Priestley          | Brudne pieniądze                                  | Witold Skaruch                | 1984-05-10 b/d               | Bronisław Pawlik Barbara Horawianka Mieczysław Voit Janina Traczykówna Jerzy Kamas                 |
| George Bernard Shaw             | Candida                                           | Marceli Kochańczyk            | 1984-06-11 b/d               | Małgorzata Ząbkowska Krzysztof Gordon Michał Bajor Elżbieta Goetel Igor Mielczarek                 |
| Andrzej Zakrzewski              | Co tam u pana w Warszawie                         | Andrzej Zakrzewski            | 1984-08-06 49 min.           | Krzysztof Kołbasiuk August Kowalczyk                                                               |
| Tadeusz Wierzbicki              | Coraz dalej od szosy                              | Jacek Hohensee                | 1984-01-11 b/d               | Wanda Łuczycka Bożena Dykiel Wojciech Duryasz Paweł Nowisz                                         |
| David Campton                   | Debel mieszany-sceny małżeńskie-miejsce spoczynku | Piotr Cieślak                 | 1984-01-08 b/d               | Wanda Łuczycka Henryk Borowski                                                                     |
| Konstanty Ildefons Gałczyński   | Deszcz                                            | Barbara Borys-Damięcka        | 1984 b/d                     | Michał Bajor Beata Poźniak Agnieszka Kotulanka Krzysztof Tyniec                                    |
| Ferdynand Bruckner              | Elżbieta, królowa Anglii                          | Laco Adamík                   | 1984-11-12 153 min.          | Teresa Budzisz-Krzyżanowska Marek Walczewski Jan Frycz Henryk Machalica Zdzisław Wardejn           |
| Antoni Cwojdziński              | Freuda teoria snów                                | Marek Wałaszek                | 1984-01-30 b/d               | Ryszard Dembiński Bogusława Pawelec                                                                |
| Fiodor Dostojewski              | Gracz                                             | Janusz Kondratiuk             | 1984-12-13 b/d               | Krzysztof Pieczyński Adrianna Biedrzyńska Wanda Łuczycka Mieczysław Voit Zbigniew Buczkowski       |
| Zofia Nałkowska                 | Granica                                           | Jan Błeszyński                | 1984-09-17 231 min.          | Barbara Grabowska-Oliwa Jan Frycz Beata Paluch Halina Gryglaszewska Jerzy Trela Edward Lubaszenko  |
| Jaroslav Hašek                  | Humoreski Jarosława Haška                         | Wojciech Siemion              | 1984-04-29 b/d               | Wojciech Siemion                                                                                   |
| Jerzy Broszkiewicz              | Imiona władzy                                     | Jan Klemens                   | 1984-08-13 105 min.          | Bernard Krawczyk Zbigniew Leraczyk Zygmunt Biernat Władysław Aniszewski Mieczysław Łęcki           |
|                                 | Jak się nie kręć                                  | Olga Lipińska                 | 1984-12-29 b/d               | Barbara Wrzesińska Iwona Biernacka Janusz Rewiński Jerzy Bończak Zbigniew Buczkowski               |
| Jurij Trifonow                  | Kilka scen z życia Glebowa                        | Tomasz Zygadło                | 1984-10-08 b/d               | Jerzy Kamas Daniel Kozakiewicz Cezary Morawski Ewa Sałacka-Krauze Adam Ferency                     |
| Stanisław Herakliusz Lubomirski | Komedyja Lopesa starego ze Spirydonem             | Henryk Kluba                  | 1984-01-02 b/d               | Tadeusz Bartosik Wieńczysław Gliński Laura Łącz Anna Gornostaj Czesław Nogacki                     |
| Hans Christian Andersen         | Królowa śniegu                                    | Barbara Borys-Damięcka        | 1984 b/d                     | Jacek Borkowski Iga Cembrzyńska Beata Poźniak Agnieszka Fatyga Katarzyna Fronczewska               |
| Molière                         | Mizantrop                                         | Janusz Majewski               | 1984-12-17 b/d               | Olgierd Łukaszewicz Piotr Garlicki Wojciech Pokora Marzena Trybała Maria Gładkowska                |
| Eduardo De Filippo              | Neapol miasto milionerów                          | Krystyna Sznerr               | 1984-12-10 b/d               | Anna Seniuk Jerzy Kamas Krzysztof Kowalewski Agnieszka Kotulanka Stanisław Górka                   |
| Anton Czechow                   | Niedźwiedź                                        | Tadeusz Junak                 | 1984-03-16 b/d               | Elżbieta Jasińska Ryszard Dembiński Włodzimierz Skoczylas                                          |
| Krzysztof Choiński              | Nocna opowieść                                    | Andrzej Zakrzewski            | 1984-02-27 55 min.           | Cezary Morawski Bronisław Pawlik Jerzy Kryszak Ewa Wawrzoń Marek Walczewski                        |
| Zuzanna Ginczanka               | Non omnis moriar                                  | Stanisław Różewicz            | 1984-01-04 b/d               | Barbara Bursztynowicz Magdalena Wołłejko Joanna Sobieska                                           |
| Zofia Nałkowska                 | O tożsamości twórcy                               | Jacek Hohensee                | 1984-01-17 b/d               | Hanna Stankówna Jan Janga-Tomaszewski                                                              |
| Ludwik Hieronim Morstin         | Obrona Ksantypy                                   | Zbigniew Zbrojewski           | 1984-01-03 b/d               | Ignacy Machowski Barbara Kobrzyńska Stanisław Brudny Tadeusz Szaniecki Jan Klemens                 |
| Henryk Bardijewski              | Obszar swobody                                    | Andrzej Maj                   | 1984-09-11 62 min.           | Bogusław Sochnacki Urszula Modrzyńska Wirgiliusz Gryń Mirosława Marcheluk                          |
| Natalia Ginzburg                | Ogłoszenie                                        | Stefan Szlachtycz             | 1984-03-25 b/d               | Zofia Saretok Ewa Sałacka-Krauze Zdzisław Wardejn Joanna Przybysz                                  |
| Boileau-Narcejac (pseud.)       | Okno na morze                                     | Jan Bratkowski                | 1984-10-11 65 min.           | Edmund Fetting Ewa Szykulska Marta Lipińska Michał Pawlicki Krzysztof Kalczyński                   |
| Stanisław Ignacy Witkiewicz     | Oni                                               | Krzysztof Rogulski            | 1984-02-21 67 min.           | Marian Pogasz Michał Grudziński Sława Kwaśniewska Lech Łotocki Zbigniew Grochal                    |
| William Shakespeare             | Otello                                            | Andrzej Chrzanowski           | 1984-11-26 135 min.          | Daniel Olbrychski Piotr Fronczewski Joanna Pacuła Bronisław Pawlik Gustaw Holoubek                 |
| Lope de Vega                    | Owcze źródło                                      | Irena Wollen                  | 1984-05-07 b/d               | Bogdan Słomiński Monika Rasiewicz Jacek Wójcicki Jan Peszek Jerzy Grałek                           |
| Siergiej Michałkow              | Piana                                             | Marek Wortman                 | 1984-01-07 b/d               | Ryszard Pietruski Anna Ciepielewska Wiesław Drzewicz Witold Pyrkosz Witold Skaruch                 |
| Aleksandr Wołodin               | Pięć wieczorów                                    | Gustaw Kron                   | 1984-03-19 b/d               | Lidia Korsakówna Gustaw Kron Wojciech Olszański Marlena Miarczyńska Elżbieta Nowosad               |
| Jarosław Iwaszkiewicz           | Pod akacjami                                      | Krzysztof Gordon              | 1984-11-19 85 min.           | Krzysztof Zach Zbigniew Olszewski Joanna Wizmur Krzysztof Matuszewski Jacek Godek                  |
| Thomas Bernhard                 | Przed odejściem w stan spoczynku                  | Bogdan Augustyniak            | 1984-03-05 b/d               | Krzysztof Chamiec Mirosława Dubrawska Elżbieta Kępińska                                            |
| Zygmunt Krasiński               | Przyjdzie do ciebie                               | Tadeusz Lis                   | 1984-02-01 b/d               | Aleksander Fabisiak Edward Lubaszenko Jerzy Trela                                                  |
| Aleksandr Galin                 | Retro                                             | Dariusz Miłkowski             | 1984-04-16 b/d               | Ryszard Sobolewski Ewa Leśniak Jan Peszek Zofia Truszkowska Zofia Więcławówna                      |
| Wasilij Szukszyn                | Rodzina Lubawinów                                 | Tadeusz Junak                 | 1984-04-19 70 min.           | Ryszard Dembiński Leszek Benke Bronisław Wrocławski Mariusz Wojciechowski Bogusław Sochnacki       |
| Waldemar Łysiak                 | Selekcja                                          | Tadeusz Kijański = odcinki: 1 | 1984-02-23 100 min.          | Henryk Talar                                                                                       |
| Louis Velle                     | Sentyment do Wenecji                              | Grzegorz Mrówczyński          | 1984-03-26 b/d               | Hanna Stankówna Mariusz Puchalski Gustaw Lutkiewicz Maria Czubasiewicz                             |
| Gabriela Zapolska               | Skandal z Zapolską                                | Jacek Hohensee                | 1984-10-09 b/d               | Alina Janowska Igor Śmiałowski Witold Pyrkosz Leonard Pietraszak Józef Fryźlewicz                  |
| Wojciech Bieńko                 | Sposób na życie                                   | Janusz Bukowski               | 1984-10-29 69 min.           | Karol Strasburger Marian Kociniak Leonard Pietraszak Marek Bargiełowski Wojciech Duryasz           |
|                                 | Stara baśń                                        | Irena Wollen                  | 1984 138 min (3 części).     | Krzysztof Globisz Jerzy Trela Marian Dziędziel Jan Peszek                                          |
| Edith Wharton                   | Stara panna                                       | Krzysztof Kwinta              | 1984-06-04 b/d               | Teresa Budzisz-Krzyżanowska Ewa Wiśniewska Ewa Ciepiela Maria Nowotarska Andrzej Buszewicz         |
| Stanisława Przybyszewska        | Thermidor                                         | Jerzy Krasowski               | 1984-10-15 114 min.          | Bogusz Bilewski Józef Nalberczak Gustaw Kron Witold Pyrkosz Elżbieta Kijowska                      |
| Witold Gombrowicz               | Transatlantyk                                     | Eugeniusz Korin               | 1984-05-25 b/d               | Jerzy Schejbal Iga Mayr Igor Przegrodzki Piotr Kurowski Bogusław Danielewski                       |
| Kałtaj Muhamedżanow             | Wejście na Fudżi-Jamę                             | Tadeusz Junak                 | 1984-05-28 b/d               | Włodzimierz Skoczylas Janina Borońska Andrzej Głoskowski Elżbieta Jasińska Ryszard Dembiński\|-\|- |
|                                 | Wielopole, Wielopole                              | Tadeusz Kantor                | 1984-03-27 86 min.           | Stanisław Rychlicki Jan Książek Teresa Wełmińska Ludmiła Ryba Andrzej Wełmiński                    |
| August Strindberg               | Wierzyciele                                       | Krzysztof Orzechowski         | 1984-05-21 b/d               | Barbara Wrzesińska Janusz Gajos Marek Bargiełowski                                                 |
| John Murrell                    | Wspomnienie                                       | Irena Eichlerówna             | 1984-08-20 b/d               | Irena Eichlerówna Andrzej Blumenfeld                                                               |
| Aleksander Fredro               | Wychowanka                                        | Stanisław Hebanowski          | 1984-01-21 b/d               | Stanisław Michalski Anna Chodakowska Jerzy Dąbkowski Tomira Kowalik Elżbieta Goetel                |
| Jean-Pierre Conty               | Wzywamy w charakterze świadka                     | Maciej Dzienisiewicz          | 1984-03-08 b/d               | Grażyna Leśniak Piotr Garlicki Wojciech Pokora Maciej Góraj Agnieszka Sas-Uhrynowska               |
| Krystyna Zielińska              | Z pamiętnika szalonej gospodyni                   | Barbara Sałacka               | 1984 b/d                     | Barbara Wrzesińska                                                                                 |
| Paul Claudel                    | Zamiana                                           | Włodzimierz Nurkowski         | 1984-01-31 b/d               | Zdzisława Wilkówna Barbara Stesłowicz Krzysztof Wojciechowski Aleksander Bednarz                   |
| Jarosław Iwaszkiewicz           | Złodziej idealny                                  | Jerzy Wróblewski              | 1984-02-20 b/d               | Anna Mozolanka Gabriela Kownacka Jerzy Bończak Witold Skaruch Jerzy Kryszak                        |
| Stanley Clayton                 | Śmierć po raz drugi                               | Barbara Sałacka               | 1984-08-02 b/d               | Barbara Horawianka Stanisław Niwiński Anna Ciepielewska Krystyna Kołodziejczyk Monika Świtaj       |
| Eugene O’Neill                  | Żałoba przystoi Elektrze                          | Jan Błeszyński                | 1984-01-09 b/d               | Anna Dymna Jerzy Nowak Edward Żentara Katarzyna Litwin                                             |

| Autor tekstu oryginalnego       | Tytuł                                     | Reżyseria              | Data i czas emisji spektaklu | W rolach głównych                                                                                 |
| ------------------------------- | ----------------------------------------- | ---------------------- | ---------------------------- | ------------------------------------------------------------------------------------------------- |
| Lidia Żukowska                  | Ukłucie serca                             | Lidia Żukowska         | 1985-04-12 b/d               | Małgorzata Pieklus                                                                                |
| Thomas Mann                     | Lotta                                     | Maciej Wojtyszko       | 1985-04-15 b/d               | Anna Polony Wiktor Sadecki Beata Paluch Elżbieta Karkoszka Grażyna Laszczyk                       |
| Wisława Szymborska              | Pejzaż                                    | Anna Minkiewicz        | 1985-04-08 b/d               | Anna Seniuk                                                                                       |
| Witold Dąbrowski                | Dom się zaczyna                           | Anna Minkiewicz        | 1985-04-08 b/d               | Jacek Borkowski                                                                                   |
| Adam Mickiewicz                 | Nad wodą wielką i czystą                  | Andrzej Maj            | 1985-12-22 b/d               | Jerzy Radziwiłowicz Jerzy Trela Anna Dymna Monika Niemczyk Elżbieta Karkoszka                     |
| Ireneusz Iredyński              | Słuchowisko                               | Tadeusz Kijański       | 1985-12-16 b/d               | Ewa Borowik Jan Nowicki                                                                           |
| Jean Racine                     | Brytannik                                 | Jan Błeszyński         | 1985-12-02 b/d               | Anna Polony Krzysztof Globisz Andrzej Zieliński Dorota Pomykała Edward Lubaszenko                 |
| Dorothy L. Sayers               | Człowiek, który wiedział, jak to się robi | Stanisław Zajączkowski | 1985-11-28 41 min.           | Jerzy Nowak Tadeusz Bradecki Wanda Kruszewska Marcin Sosnowski                                    |
| Jerzy Krasowski                 | Zapis ojca Hermanna                       | Jerzy Krasowski        | 1985-11-25 b/d               | Krzysztof Chamiec Tomasz Budyta Krystyna Królówna Marek Wysocki Krystyna Mikołajewska             |
| Anton Czechow Nikołaj Niekrasow | Wesele. Jesienna nuda                     | Stanisław Zajączkowski | 1985-11-18 b/d               | Ryszard Sobolewski Maria Zającówna-Radwan Monika Rasiewicz Jerzy Stuhr                            |
| Richard Harris                  | Potrójny nelson                           | Stefan Szlachtycz      | 1985-11-14 94 min.           | Henryk Talar Barbara Brylska Leonard Pietraszak                                                   |
| William Shakespeare             | Hamlet                                    | Jan Englert            | 1985-11-11 169 min.          | Jan Frycz Ewa Dałkowska Tadeusz Huk Mieczysław Voit Ewa Domańska                                  |
| Franz Kafka                     | Listy do Mileny                           | Krzysztof Babicki      | 1985-11-01 b/d               | Henryk Bista Anna Dymna Jakub Zaklukiewicz                                                        |
| David Mercer                    | Mordujemy Vivaldiego                      | Jerzy Gruza            | 1985-10-14 b/d               | Iga Cembrzyńska Piotr Fronczewski Marta Klubowicz Andrzej Pieczyński                              |
| Aleksander Ścibor-Rylski        | Rodeo                                     | Andrzej Chrzanowski    | 1985-10-14 b/d               | Marian Opania Bożena Miller-Małecka Marek Probosz Ewa Decówna Grażyna Barszczewska                |
| Friedrich Schiller              | Intryga i miłość                          | Włodzimierz Nurkowski  | 1985-09-30 b/d               | Wacław Ulewicz Zofia Kalińska Bożena Adamek Aleksander Bednarz Janusz Koprowski                   |
| David Williamson                | Podróż na północ                          | Bogdan Augustyniak     | 1985-09-23 b/d               | Krzysztof Chamiec Anna Milewska Halina Rowicka Sławomira Łozińska Franciszek Pieczka              |
| Eduardo De Filippo              | Sztuka gry aktorskiej                     | Anna Minkiewicz        | 1985-09-09 b/d               | Zdzisław Wardejn Marian Kociniak Jerzy Bończak Jacek Czyż Jerzy Kryszak                           |
| Ryszard Frelek                  | Wczesny odlot żurawi                      | Maria Kaniewska        | 1985-08-19 b/d               | Bogumił Antczak Gabriela Sarnecka Barbara Wałkówna Józef Zbiróg Hanna Bedryńska                   |
| Jarosław Abramow-Newerly        | Anioł na dworcu                           | Marceli Kochańczyk     | 1985-08-12 b/d               | Henryk Bista Jerzy Łapiński Ewa Kasprzyk Marian Kociniak Stanisław Dąbrowski                      |
| Pierre de Marivaux              | Próba                                     | Grzegorz Mrówczyński   | 1985-08-05 b/d               | Grzegorz Mrówczyński Katarzyna Terlecka Renata Husarek Mariusz Puchalski Wojciech Siedlecki       |
| Charles de Peyret-Chappuis      | Nieboszczyk pan pic                       | Marek Okopiński        | 1985-07-29 b/d               | Ewa Zdzieszyńska Zofia Tomaszewska Andrzej Głoskowski Bożena Rogalska Wirgiliusz Gryń             |
| Leopold Staff                   | Wiklina                                   | Anna Minkiewicz        | 1985-07-19 b/d               | Tadeusz Borowski Marek Kondrat Olgierd Łukaszewicz Cezary Morawski Zdzisław Wardejn               |
| Krzysztof Choiński              | Maria, Elżbieta, Małgorzata               | Barbara Sałacka        | 1985-07-15 70 min.           | Teresa Budzisz-Krzyżanowska Zofia Saretok Ewa Sałacka-Krauze                                      |
| Mira Michałowska                | Róża jest różą jest różą                  | Wojciech Siemion       | 1985-06-21 b/d               | Ryszarda Hanin                                                                                    |
| Francis Durbridge               | Odwet                                     | Bogdan Augustyniak     | 1985-05-16 98 min.           | Marian Kociniak Jerzy Kamas Gabriela Kownacka Anna Chodakowska Marek Bargiełowski                 |
| Michael Voysey                  | Prawdziwy własny dom                      | Krzysztof Gordon       | 1985-05-02 b/d               | Henryk Machalica Hanna Stankówna Joanna Bogacka Maria Mamona Barbara Drapińska                    |
| François Mauriac                | Zła miłość                                | Krystyna Sznerr        | 1985-12-23 b/d               | Anna Romantowska Ewa Wencel Mariusz Dmochowski Krzysztof Luft Anna Skowroń                        |
| Robert Thomas                   | Podwójna gra                              | Krystyna Sznerr        | 1985-03-21 b/d               | Tomasz Stockinger Zofia Saretok Magdalena Wołłejko Witold Pyrkosz Włodzimierz Nowak               |
| Jean-Louis Barrault             | Język ciała                               | Anna Minkiewicz        | 1985-03-27 b/d               | Jean-Louis Barrault                                                                               |
| Ciro Fontana                    | Wyrok                                     | Tadeusz Ryłko          | 1985-03-25 b/d               | Andrzej Buszewicz Grzegorz Matysik Jacenty Jędrusik Antoni Jurasz Wojciech Leśniak                |
|                                 | Moja piosenka                             | Anna Minkiewicz        | 1985-03-22 b/d               | Zofia Małynicz                                                                                    |
|                                 | Czwartkowe damy                           | Loleh Bellon           | 1985-02-24 b/d               | Mirosława Dubrawska Elżbieta Kępińska Anna Seniuk                                                 |
|                                 | Port pragnień                             | Michał Bogusławski     | 1985-07-08 45 min.           | Edward Żentara Magdalena Jarosz Bożena Adamkówna Ryszard Palik Andrzej Grabowski                  |
| Aleksander Fredro               | Nikt mnie nie zna                         | Marek Okopiński        | 1985-05-06 b/d               | Grzegorz Chrapkiewicz Stanisław Dąbrowski Stanisław Michalski Andrzej Szaciłło Zbigniew Olszewski |
| Franciszek Ksawery Godebski     | Miłość i próżność                         | Bogusława Czosnowska   | 1985-04-29 62 min.           | Krzysztof Matuszewski Małgorzata Ząbkowska Sławomira Kozieniec Andrzej Nowiński Henryk Bista      |
| Stanisław Grochowiak            | Szachy                                    | Irena Babel            | 1985-03-04 75 min.           | Jerzy Święch Tadeusz Bradecki Piotr Cyrwus Leszek Wojtaszek Mieczysław Voit                       |
| Bolesław Leśmian                | Zdziczenie obyczajów pośmiertnych         | Bogdan Hussakowski     | 1985-12-16 b/d               | Bożena Rogalska Bożena Miller-Małecka Jerzy Światłoń                                              |
| Ryszard Frelek                  | Jałta 1945                                | Roman Wionczek         | 1985-05-13 b/d               | Krzysztof Chamiec Emil Karewicz Ryszard Dembiński Arkadiusz Bazak Bogdan Baer                     |
| Bertolt Brecht                  | Strach i nędza III rzeszy                 | Maciej Dzienisiewicz   | 1985-08-26 b/d               | Agnieszka Kotulanka Anna Chodakowska Antonina Girycz Daria Trafankowska Anna Ciepielewska         |
| Jean Baptiste Racine            | Fedra                                     | Laco Adamík            | 1985-09-02 89 min.           | Teresa Budzisz-Krzyżanowska Bogusław Linda Franciszek Pieczka Ryszarda Hanin Katarzyna Figura     |
| Stanisław Ignacy Witkiewicz     | Szewcy                                    | Marceli Kochańczyk     | 1985-10-28 b/d               | Marian Kociniak Jerzy Trela Florian Staniewski Roman Wilhelmi Joanna Bogacka                      |
| Raymond Chandler                | Tajemnica jeziora                         | Mariusz Malinowski     | 1985-04-04 b/d               | Tadeusz Huk Krzysztof Majchrzak Karol Strasburger Elżbieta Kijowska Ewa Błaszczyk                 |
| Jan Drda                        | Zapomniany diabeł                         | Tadeusz Lis            | 1985-12-30 143 min.          | Anna Seniuk Janusz Gajos Jan Peszek Anna Tomaszewska Maria Nowotarska                             |
| Wojciech Siemion                | Zdruzgotana ziemia                        | Wojciech Siemion       | 1985-01-16 b/d               | Wojciech Siemion Jerzy Tyszkowski                                                                 |
| Beata Obertyńska                | To się powiedzieć nie da                  | Barbara Sałacka        | 1985-02-08 b/d               | Halina Łabonarska                                                                                 |
| Maria Morozowicz-Szczepkowska   | Sprawa Moniki                             | Maria Kaniewska        | 1985-01-14 82 min.           | Joanna Bogacka Dorota Lulka Małgorzata Ząbkowska                                                  |
| Ferenc Karinthy                 | Replay                                    | Andrzej Zakrzewski     | 1985-02-14 b/d               | Jerzy Zelnik Ewa Żukowska Barbara Szyszko Ryszard Barycz Adam Ferency                             |
| Hejner Kipphard                 | Przesłuchanie J.R. Oppenheimera           | Krzysztof Gordon       | 1985-02-18 b/d               | Stanisław Michalski Zbigniew Łobodziński Andrzej Szaciłło Jan Sieradziński Tomasz Fogiel          |
| Jerzy Jesionowski               | Poszukiwany Albert Peryt                  | Janusz Dymek           | 1985-01-10 b/d               | Karol Strasburger Stefan Szmidt Anna Gornostaj Jacek Czyż Leon Niemczyk                           |
| Wiliam Luce                     | Piękność z Amherst                        | Andrzej Maj            | 1985-01-21 b/d               | Stanisława Celińska                                                                               |
| Władysław Broniewski            | Pamiętniki 1918–1922                      | Jacek Hohensee         | 1985-02-09 b/d               | Adam Ferency                                                                                      |
| Dorothy L. Sayers               | Nie mam ci nic do powiedzenia             | Stanisław Zajączkowski | 1985-10-17 57 min.           | Jan Peszek Dorota Pomykała Tadeusz Huk Halina Gryglaszewska Karol Podgórski                       |
| Derek Benfield                  | Morderstwo na życzenie                    | Bogdan Augustyniak     | 1985-02-14 b/d               | Edward Kusztal Anna Skaros Ewa Józefczyk Zdzisław Nowicki Józef Józefczyk                         |
| Melchior Wańkowicz              | Monte Cassino                             | Jan Maciejowski        | 1985-05-14 97 min.           | Jerzy Bińczycki Krzysztof Globisz Jerzy Grałek Tadeusz Huk Jerzy Radziwiłowicz                    |
| Bertolt Brecht                  | Mahagonny                                 | Krzysztof Zaleski      | 1985-01-07 b/d               | Stanisława Celińska Krystyna Tkacz Wojciech Wysocki Antonina Girycz Agnieszka Kotulanka           |
| Molière                         | Grzegorz Dyndała                          | Tadeusz Aleksandrowicz | 1985-02-24 b/d               | Jerzy Siech Krystyna Rayska Krzysztof Ziembiński Danuta Zaborowska Piotr Szaliński                |
| Aleksander Fredro               | Bajki czyli obrazki z dziecinnego pokoju  | Robert Gliński         | 1985-02-17 40 min.           | Barbara Dziekan Barbara Wrzesińska Ewa Ziętek Ryszard Dembiński Jerzy Kryszak                     |

| Autor tekstu oryginalnego          | Tytuł                                              | Reżyseria                                 | Data i czas emisji spektaklu | W rolach głównych                                                                                |
| ---------------------------------- | -------------------------------------------------- | ----------------------------------------- | ---------------------------- | ------------------------------------------------------------------------------------------------ |
| Andrzej Lenartowski                | Bidul                                              | Wiktor Skrzynecki                         | 1986 61 min.                 | Olaf Lubaszenko Tomasz Elsner Andrzej Pośniak Sławomir Hajduk Filip Gębski                       |
|                                    | Twarze Witkacego czyli regulamin firmy portretowej | Andrzej Maj                               | 1986 43 min.                 | Tadeusz Huk Alicja Bienicewicz Anna Dymna Magdalena Jarosz Monika Niemczyk                       |
| Krzysztof Zanussi Edward Żebrowski | Niedostępna                                        | Barbara Sałacka                           | 1986 86 min.                 | Teresa Budzisz-Krzyżanowska Krystyna Feldman Ewa Sałacka Krzysztof Gosztyła                      |
|                                    | Rycerze króla Artura                               | Henryk Tomaszewski                        | 1986 105 min.                | Aleksander Wysocki Urszula Hasiej Jerzy Batycki Ryszard Choroszy Tomasz Dajewski                 |
| August Strindberg                  | Silniejsza                                         | Irena Wollen                              | 1986-03-08 b/d               | Ewa Lassek Anna Polony                                                                           |
| Mark Twain                         | Pamiętniki adama i ewy                             | Krzysztof Nazar                           | 1986-12-24 b/d               | Katarzyna Figura Krzysztof Globisz Piotr Skiba Celina Niedźwiecka Edward Rączkowski              |
| Svava Jakobsdóttir                 | Ostatnia próba                                     | Krzysztof Gordon                          | 1986-12-15 b/d               | Joanna Bogacka Andrzej Piszczatowski Izabela Orkisz                                              |
| Siergiej Kokowkin                  | Pas de quarte                                      | Barbara Borys-Damięcka                    | 1986-12-01 b/d               | Teresa Budzisz-Krzyżanowska Jan Machulski Olga Sawicka Krzysztof Stelmaszyk                      |
| Ireneusz Iredyński                 | Okno                                               | Jerzy Jogałła                             | 1986-11-09 b/d               | Jolanta Kozak Jerzy Trela                                                                        |
| Catherine Hayes                    | Utarczki                                           | Stefan Szlachtycz                         | 1986-11-03 b/d               | Zofia Saretok Emilia Krakowska Barbara Ludwiżanka                                                |
| Edward Radzinski                   | Łunin, czyli śmierć Kubusia Fatalisty              | Włodzimierz Nurkowski                     | 1986-11-03 b/d               | Aleksander Bednarz Bożena Adamek Wacław Ulewicz Stefan Szramel Krzysztof Wojciechowski           |
| Lew Tołstoj                        | Sonata kreutzerowska                               | Maciej Z. Bordowicz                       | 1986-11-02 b/d               | Tadeusz Borowski                                                                                 |
| Philip McDonald                    | Od szóstej do szóstej                              | Irena Wollen                              | 1986-10-30 b/d               | Dorota Pomykała Beata Paluch Bożena Adamek Wanda Kruszewska Beata Redo                           |
| Erskine Caldwell                   | Ostatnia noc lata                                  | Tadeusz Kijański                          | 1986-10-20 b/d               | Edward Lubaszenko Magdalena Zawadzka Zdzisław Wardejn Ewa Borowik Henryk Talar                   |
| Osvald Zahradník                   | Solo na bicie zegara                               | Jan Bratkowski                            | 1986-06-23 b/d               | Franciszek Pieczka Jacek Sobala Olga Sawicka Wiesława Mazurkiewicz Bronisław Pawlik              |
| Arthur Schnitzler                  | Korowód                                            | Bogdan Hussakowski                        | 1986-06-02 153 min.          | Hanna Bieluszko Grzegorz Heromiński Bogusława Pawelec Krzysztof Franieczek Róża Chrabelska       |
| René Rouven                        | Ostrze lancetu                                     | Zygmunt Lech                              | 1986-05-22 b/d               | Bohdana Majda Agnieszka Fatyga Jerzy Zelnik Krzysztof Kujawski Jerzy Karaszkiewicz               |
| Bertolt Brecht                     | Według brechta czyli gwóźdź sokratesa              | Stefan Szlachtycz                         | 1986-05-02 b/d               | Gustaw Lutkiewicz Zofia Saretok Jacek Chmielnik Jan Peszek Elżbieta Wojnowska                    |
| Krzysztof Wojciechowski            | Kamasutra po polsku                                | Stefan Szlachtycz Krzysztof Wojciechowski | 1986-04-03 b/d               | Edmund Fetting Zbigniew Świerszczyński                                                           |
| Per Olov Enquist                   | Noc trybad                                         | Ernst Gunther                             | 1986-03-10 b/d               | Wojciech Pszoniak Ewa Dałkowska Anna Seniuk Mariusz Benoit                                       |
| Krzysztof Choiński                 | Piwnica                                            | Stanisław Zajączkowski                    | 1986-11-23 b/d               | Irena Orska Roman Stankiewicz Edward Żentara Katarzyna Gniewkowska Zbigniew Buczkowski           |
| Józef Hen                          | Mgiełka                                            | Juliusz Janicki                           | 1986-09-08 91 min.           | Marta Klubowicz Janusz Gajos Piotr Fronczewski Pola Raksa                                        |
| Ireneusz Iredyński                 | Rytuał                                             | Tadeusz Kijański                          | 1986-05-26 b/d               | Paweł Nowisz Waldemar Izdebski Henryk Talar Edward Lubaszenko Ewa Borowik                        |
| Jerzy Andrzejewski                 | Ciemności kryją ziemię                             | Izabella Cywińska                         | 1986-05-05 b/d               | Edmund Warzecha Michał Grudziński Jerzy Stasiuk Wojciech Standełło Jan Czechowicz                |
| Krzysztof Nowicki                  | Pięć dni Lemuela Gulliwera                         | Marek Okopiński                           | 1986-04-07 b/d               | Stanisław Dąbrowski Stanisław Michalski Lidia Janus Andrzej Szaciłło Jakub Zaklukiewicz          |
| Jarosław Iwaszkiewicz              | Kongres we Florencji                               | Wojciech Solarz                           | 1986-03-31 86 min.           | Henryk Bista Maria Ciunelis Krzysztof Kolberger Grażyna Szapołowska Jerzy Kryszak                |
|                                    | Dwie kobiety                                       | Tadeusz Kijański                          | 1986-03-03 52 min.           | Wojciech Alaborski Ewa Borowik Stanisława Celińska Zdzisław Wardejn                              |
| Hejner Kipphard                    | Eichmann, czyli o banalności zła                   | Ryszard Ber                               | 1986-05-12 b/d               | Zdzisław Tobiasz Jan Tesarz Wojciech Wysocki Marzena Trybała Janina Nowicka                      |
| Walerij Briusow                    | Natalia                                            | Krzysztof Lang                            | 1986-10-13 b/d               | Gabriela Kownacka Piotr Machalica Ewa Wencel Tomasz Budyta Marian Opania                         |
| Leslie Sands                       | Podejrzenie                                        | Jan Bratkowski                            | 1986-04-17 b/d               | Ewa Żukowska Władysław Kowalski Daria Trafankowska Jacek Borkowski Józef Pieracki                |
| Raymond Chandler                   | Mówi Chandler                                      | Tomasz Zygadło                            | 1986-09-29 b/d               | Piotr Fronczewski Krystyna Janda Marcin Troński Adam Ferency Krzysztof Kolberger                 |
| Fiodor Dostojewski                 | Paskudna historia                                  | Janusz Kondratiuk                         | 1986-12-08 b/d               | Roman Wilhelmi Andrzej Szalawski Józef Pieracki Stanisław Brudny Bohdana Majda                   |
| Anton Czechow                      | Czajka                                             | Jan Englert                               | 1986-11-10 135 min.          | Halina Łabonarska Joanna Szczepkowska Olga Sawicka Iga Cembrzyńska Olgierd Łukaszewicz           |
| Harold Pinter                      | Urodziny stanleya                                  | Zbigniew Zapasiewicz                      | 1986-10-06 b/d               | Elżbieta Kępińska Henryk Machalica Krzysztof Wakuliński Olga Sawicka Aleksander Bardini          |
| Dario Niccodemi                    | Świt, dzień i noc                                  | Zbigniew Zapasiewicz                      | 1986-02-10 b/d               | Olga Sawicka Krzysztof Stelmaszyk                                                                |
| Mario Fratti                       | Obsesje                                            | Gerard Zalewski                           | 1986-11-12 63 min.           | Marta Klubowicz Piotr Siwkiewicz Jan Peszek Grażyna Laszczyk Michał Juszczakiewicz               |
| S.S. Van Dine                      | Goniec śmierci                                     | Robert Lehman (pseud.)                    | 1986-12-18 80 min.           | Marian Opania Edward Lubaszenko Mieczysław Voit Jolanta Piętek Krzysztof Wakuliński              |
| Jerzy Szaniawski                   | Żeglarz                                            | Wojciech Solarz                           | 1986-12-29 86 min.           | Jan Świderski Wojciech Malajkat Ewa Domańska Ignacy Machowski Bogdan Baer                        |
|                                    | Myszkin                                            | Krzysztof Wojciechowski                   | 1986-01-20 b/d               | Olgierd Łukaszewicz Janusz Gajos Agnieszka Fatyga Wojciech Brzozowicz Jerzy Bończak              |
| Krzysztof Boruń                    | Algi                                               | Jacek Hohensee                            | 1986-02-20 b/d               | Henryk Bista Tadeusz Borowski Dorota Kamińska Anna Chodakowska Jerzy Bończak                     |
| August Strindberg                  | Zabawa z ogniem                                    | Irena Wollen                              | 1986-01-13 b/d               | Dorota Pomykała Halina Kwiatkowska Beata Paluch Ryszard Sobolewski Krzysztof Globisz             |
| Bohdan Drozdowski                  | Bóg jest i na śmieciach                            | Jerzy Wróblewski                          | 1986-02-17 128 min.          | Bronisław Surmiak Ignacy Gogolewski Marek Bargiełowski Gustaw Lutkiewicz Mieczysław Kalenik      |
| Stanisław Przybyszewski            | Złote runo                                         | Ignacy Gogolewski                         | 1986-02-03 82 min.           | Halina Rowicka Włodzimierz Rzeczycki Zygmunt Malanowicz Zygmunt Maciejewski Krzysztof Kalczyński |
| Jacek Janczarski                   | Szkoda słońca                                      | Robert Gliński                            | 1986-01-06 44 min.           | Joanna Szczepkowska Krzysztof Kolberger                                                          |
| Witold Gombrowicz                  | Ferdydurke                                         | Maciej Wojtyszko                          | 1986-03-24 127 min.          | Jan Peszek Ewa Ciepiela Elżbieta Willówna Jerzy Bińczycki Tadeusz Malak                          |
| Aleksander Fredro                  | Śluby panieńskie czyli magnetyzm serca             | Andrzej Łapicki                           | 1986-06-30 130 min.          | Anna Seniuk Joanna Szczepkowska Ewa Domańska Jan Matyjaszkiewicz Jan Englert                     |
| Władysław Zawistowski              | Wysocki                                            | Izabella Cywińska                         | 1986-11-24 63 min.           | Janusz Michałowski Sława Kwaśniewska Jerzy Stasiuk Lech Łotocki Krystyna Feldman                 |

| Autor tekstu oryginalnego          | Tytuł                                           | Reżyseria                | Data i czas emisji spektaklu | W rolach głównych                                                                               |
| ---------------------------------- | ----------------------------------------------- | ------------------------ | ---------------------------- | ----------------------------------------------------------------------------------------------- |
| Fiodor Dostojewski                 | Zbrodnia i kara                                 | Andrzej Wajda            | 1987-04-13 126 min.          | Jerzy Radziwiłowicz Jerzy Stuhr Barbara Grabowska-Oliwa Krzysztof Globisz Jan Monczka           |
| Dimitri Frenkel Frank              | Lustra                                          | Zbigniew Zapasiewicz     | 1987-12-30 b/d               | Olga Sawicka Zbigniew Zapasiewicz                                                               |
| Agata Miklaszewska                 | Jestem pewien                                   | Krzysztof Krauze         | 1987-12-02 b/d               | Janusz Gajos                                                                                    |
| David Williamson                   | Klub                                            | Feliks Falk              | 1987-11-30 b/d               | Bogumił Antczak Zbigniew Bielski Bogusław Sochnacki Sławomir Misiurewicz Dariusz Siatkowski     |
| Julian Tuwim                       | Bal w operze                                    | Marta Stebnicka          | 1987-11-24 b/d               |                                                                                                 |
| Aleksiej Arbuzow                   | Okrutne zabawy                                  | Janusz Dymek             | 1987-11-23 104 min.          | Joanna Wizmur Jacek Uhrynowski Jan Jankowski Marek Robaczewski Ewa Szykulska                    |
| Stanisław Wyspiański               | Wesele                                          | Adam Hanuszkiewicz       | 1987-11-22 b/d               | Robert Rozmus Mariola Krysińska Joanna Jankowska Joanna Sochnacka Zbigniew Suszyński            |
| Janis Ritsos                       | Umarły dom                                      | Krystyna Bogusławska     | 1987-11-18 b/d               | Maja Komorowska Lech Łotocki Olga Titkow Juliusz Lubicz-Lisowski Krzysztof Wakuliński           |
| Jerzy Andrzejewski                 | Prometeusz                                      | Krzysztof Babicki        | 1987-11-04 b/d               | Jerzy Radziwiłowicz Andrzej Kozak Maria Zając-Radwan Anna Dymna Edward Lubaszenko               |
| Mervyn Rutherford                  | Postępowanie wyjaśniające                       | Tomasz Zygadło           | 1987-10-26 b/d               | Jerzy Kamas Cezary Morawski Marcin Troński Adam Ferency Anna Majcher                            |
| Grzegorz Sybila                    | Poeci tragiczni                                 | Wojciech Kukla           | 1987-10-21 b/d               | Zdzisław Wardejn Bogusław Linda Antoni Pszoniak                                                 |
| Anton Czechow                      | Śmierć urzędnika                                | Krzysztof Wojciechowski  | 1987-10-08 b/d               | Mariusz Dmochowski Henryk Borowski                                                              |
| Leo Perutz                         | Mistrz sądu ostatecznego                        | Krzysztof Nazar          | 1987-10-05 b/d               | Jerzy Trela Krzysztof Globisz Henryk Bista Jerzy Radziwiłowicz Jerzy Bińczycki                  |
| Aleksandr Kopkow                   | Słoń                                            | Izabella Cywińska        | 1987-09-28 b/d               | Janusz Michałowski Kazimiera Nogajówna Halina Kulina Marek Sikora Jerzy Stasiuk                 |
| Thomas Mann                        | Pippo Spano                                     | Teresa Kotlarczyk        | 1987-09-09 b/d               | Jan Peszek Bogusław Sochnacki Katarzyna Figura                                                  |
| Anton Czechow                      | Kapral Priszibiejew                             | Krzysztof Wojciechowski  | 1987-08-28 b/d               | Mariusz Dmochowski Jan Matyjaszkiewicz Włodzimierz Rzeczycki                                    |
| Anton Czechow                      | Kabotyni                                        | Krzysztof Wojciechowski  | 1987-08-18 b/d               | Mariusz Dmochowski Olgierd Łukaszewicz Włodzimierz Rzeczycki Anna Majcher Grażyna Strachota     |
| Anton Czechow                      | Dyplomata                                       | Krzysztof Wojciechowski  | 1987-08-11 b/d               | Mariusz Dmochowski Józef Pieracki                                                               |
| Anton Czechow                      | Kameleon                                        | Krzysztof Wojciechowski  | 1987-08-07 b/d               | Mariusz Dmochowski Henryk Talar Józef Kalita Andrzej Szenajch                                   |
| Guy de Maupassant                  | Mała Raque                                      | Jerzy Afanasjew          | 1987-07-27 b/d               | Krzysztof Gordon Jerzy Łapiński Anna Chodakowska Adam Trela Tomira Kowalik                      |
| Ugo Betti                          | Trąd w pałacu sprawiedliwości                   | Andrzej Maj              | 1987-06-22 b/d               | Jerzy Bińczycki Wiktor Sadecki Edward Lubaszenko Tadeusz Huk Grażyna Trela-Stawska              |
| Leon Schiller                      | Wieczór schillerowski                           | Kazimierz Dejmek         | 1987-06-17 b/d               | Laura Łącz Anna Płoszaj Jolanta Russek Joanna Sobieska Hanna Stankówna                          |
| Paweł Trzaska                      | Pasjans                                         | Paweł Trzaska            | 1987-12-28 67 min.           | Adam Ferency Marian Opania                                                                      |
| Feliks Falk                        | Węzeł                                           | Kazimierz Kutz           | 1987-12-14 73 min.           | Ewa Dałkowska Jerzy Bińczycki Jan Nowicki                                                       |
| Antoni Słonimski                   | Rodzina                                         | Edward Dziewoński        | 1987-12-07 105 min.          | Włodzimierz Nowak Halina Kowalska Andrzej Fedorowicz Andrzej Grabarczyk Włodzimierz Press       |
| Włodzimierz Perzyński              | Aszantka                                        | Ignacy Gogolewski        | 1987-11-16 82 min.           | Marzena Manteska Igor Śmiałowski Ignacy Gogolewski Marek Frąckowiak Anna Ciepielewska           |
| Maria Dąbrowska                    | Dzienniki                                       | Anna Minkiewicz          | 1987-10-30 54 min.           | Zofia Kucówna                                                                                   |
| Helmut Kajzar                      | Obora                                           | Andrzej Makowiecki       | 1987-10-19 101 min.          | Zbigniew Górski Halina Skoczyńska Krystyna Demska Maciej Reszczyński Krzysztof Bauman           |
| Tadeusz Rittner                    | W małym domku                                   | Włodzimierz Nurkowski    | 1987-10-12 95 min.           | Jan Frycz Zbigniew Ruciński Lidia Bogacz Bożena Adamek Barbara Stesłowicz                       |
| Henryk Bardijewski                 | Zacznijcie się śmiać                            | Marek Okopiński          | 1987-08-17 65 min.           | Jerzy Łapiński Dorota Kolak Małgorzata Ząbkowska Stanisław Michalski Andrzej Nowiński           |
| Jerzy Jesionowski                  | Egzylia                                         | Jerzy Hutek              | 1987-08-10 115 min.          | Wanda Wieszczycka Ewa Mirowska Zbigniew Józefowicz Zygmunt Zintel Bogusław Sochnacki            |
| Aleksander Fredro                  | Jestem zabójcą                                  | Bogdan Baer              | 1987-07-20 60 min.           | Zbigniew Józefowicz Bogusław Semotiuk Bożena Miller-Małecka Bogdan Baer Krzysztof Franieczek    |
| Maciej Z. Bordowicz                | Scenarzyści                                     | Andrzej May              | 1987-07-13 56 min.           | Zbigniew Mamont Bohdan Janiszewski Antoni Szubarczyk Krzysztof Stankiewicz Andrzej May          |
| Krzysztof Zanussi Edward Żebrowski | Miłosierdzie płatne z góry                      | Barbara Sałacka          | 1987-06-15 b/d               | Teresa Budzisz-Krzyżanowska Krystyna Feldman Ewa Sałacka Krzysztof Gosztyła                     |
| Kazimiera Iłłakowiczówna           | Jak sobie niektóra biedota wyobrażała niebo     | Anna Minkiewicz          | 1987-06-11 b/d               | Ryszarda Hanin                                                                                  |
| Victor Hugo                        | Człowiek śmiechu                                | Ryszard Ronczewski       | 1987-06-08 b/d               | Jarosław Tyrański Agnieszka Suchora Stanisław Iżyłowski Jerzy Łapiński Ewa Kasprzyk             |
| Aleksandr Krupin                   | Straszna chwila                                 | Andrzej Titkow           | 1987-05-13 b/d               | Kamila Sammler Piotr Machalica Stanisław Brudny Wiesława Mazurkiewicz Gustaw Lutkiewicz         |
| Aleksander Majkowski               | Remus                                           | Krzysztof Gordon         | 1987-05-11 b/d               | Janusz Bąkowski Lucyna Legut Stanisław Dobrowolski Sławomira Kozieniec Maciej Szemiel           |
| Aleksandr Gelman                   | Sami ze wszystkimi                              | Marek Okopiński          | 1987-05-06 b/d               | Barbara Wrzesińska Zbigniew Zapasiewicz                                                         |
| Jean Anouilh                       | Antygona                                        | Andrzej Łapicki          | 1987-04-05 b/d               | Joanna Szczepkowska Andrzej Łapicki Aleksandra Karzyńska Tomasz Budyta Katarzyna Figura         |
| John Webster                       | Tragedia o księżnej d’Amalfi                    | Włodzimierz Nurkowski    | 1987-04-06 b/d               | Bożena Adamek Andrzej Dopierała Krzysztof Globisz Aleksander Bednarz Janusz Krawczyk            |
| Friedrich Dürrenmatt               | Fizycy                                          | Tadeusz Lis              | 1987-03-30 b/d               | Anna Polony Jan Peszek Gustaw Lutkiewicz Stefan Szramel Andrzej Balcerzak                       |
| Władysław Lech Terlecki            | Przyjdę do pani znów...                         | Andrzej Sapija           | 1987-03-16 b/d               | Teresa Budzisz-Krzyżanowska Michał Bajor                                                        |
| Wacław Biliński                    | Sylwia                                          | Ryszard Ber              | 1987-09-21 72 min.           | Renata Kretówna Wiesława Mazurkiewicz Zdzisław Tobiasz Stanisław Michalski Henryk Bista         |
| Georgi Danaiłow                    | Sprawa Christowa                                | Jan Machulski            | 1987-08-03 b/d               | Maciej Małek Bogusław Semotiuk Bożena Rogalska Bożena Miller-Małecka Wanda Wieszczycka          |
| Michaił Bułhakow                   | Powieść teatralna                               | Maciej Wojtyszko         | 1987-10-07 b/d               | Jerzy Schejbal Igor Przegrodzki Iga Mayr Stanisław Melski Ferdynand Matysik                     |
| David Mercer                       | Dwoista perspektywa                             | Marek Wortman            | 1987-05-18 b/d               | Daria Trafankowska                                                                              |
| Zofia Nałkowska                    | Dom kobiet                                      | Magdalena Łazarkiewicz   | 1987-11-02 b/d               | Irena Laskowska Krystyna Janda Krystyna Sienkiewicz Hanna Stankówna Maria Chwalibóg             |
| Antoni Cwojdziński                 | Hipnoza                                         | Anna Minkiewicz          | 1987-01-01 70 min.           | Joanna Żółkowska Piotr Fronczewski                                                              |
| Michał Bałucki                     | Sąsiedzi                                        | Jerzy Wróblewski         | 1987-03-02 87 min.           | Bronisław Pawlik Gustaw Lutkiewicz Ryszarda Hanin Marzena Manteska Jan Piechociński             |
| Aleksander Fredro                  | Pan Jowialski                                   | Tadeusz Bradecki         | 1987-12-24 124 min.          | Włodzimierz Kwaskowski Irena Burawska Bogusław Sochnacki Zofia Tomaszewska Grażyna Walasek      |
| Jakub Grimm                        | Kopciuszek                                      | Andrzej Maj              | 1987-12-25 50 min.           | Beata Paluch Maria Zającówna-Radwan Grażyna Trela Ewa Isajewicz-Telega Ewa Ciepiela             |
| Jean-Pierre Conty                  | Aplikant                                        | Marek Gracz              | 1987-03-05 92 min.           | Leon Niemczyk Dariusz Siatkowski Zdzisław Kozień Jan Jankowski Renata Pękul                     |
| Witold Gombrowicz                  | Iwona, księżniczka Burgunda                     | Zygmunt Hübner           | 1987-09-24 110 min.          | Daria Trafankowska Zbigniew Zapasiewicz Mirosława Dubrawska Aleksander Machalica Mariusz Benoit |
| Witold Oklek                       | Zabiję cię Heleno                               | Włodzimierz Pawlak       | 1987-04-23 60 min.           | Wiesław Kańtoch Jerzy Gniewkowski Leszek Piskorz Anna Wesołowska-Piechocińska Mirosław Krawczyk |
| Johann Strauss (syn)               | Zemsta nietoperza                               | Günter Köneman           | 1987-12-31 b/d               |                                                                                                 |
| Bolesław Leśmian                   | Przygody Sindbada Żeglarza i jego wuja Tarabuka | Andrzej Pawłowski        | 1987-03-22 43 min.           | Dariusz Odija Henryk Machalica Henryk Talar Jerzy Kryszak Krzysztof Kowalewski                  |
| Janusz A. Zajdel                   | Paradyzja                                       | Maciej Leszczyński       | 1987-09-07 91 min.           | Monika Gabryelewicz Marian Opania                                                               |
| Ryszard Frelek                     | Śmierć adama zawiszy                            | Roman Wionczek           | 1987-02-25 b/d               | Józef Para Małgorzata Lorentowicz Janusz Zakrzeński Michał Pawlicki Tadeusz Borowski            |
| Walentin Rasputin                  | Pieniądze dla Marii                             | Marek Okopiński          | 1987-02-23 b/d               | Ewa Kasprzyk Jerzy Łapiński Jacek Godek Stanisław Dąbrowski Henryk Bista                        |
| Wiktor Rozow                       | Gniazdo głuszca                                 | Tadeusz Junak            | 1987-02-09 b/d               | Janusz Kubicki Halina Sobolewska Małgorzata Potocka Jacek Pawlak Piotr Krukowski                |
|                                    | Przy stole...                                   | Maja Komorowska          | 1987-01-28 b/d               | Dariusz Pomorski Piotr Gąsowski Agnieszka Robótka Zbigniew Janiszewski Bożena Szymańska         |
| Ferdynand Bruckner                 | Choroba młodości                                | Krzysztof Zaleski        | 1987-01-19 b/d               | Maria Pakulnis Barbara Bursztynowicz Maria Mamona Ewa Wencel Adam Ferency                       |
| Andrzej Kondratiuk                 | Remont                                          | Janusz Kondratiuk        | 1987-01-12 72 min.           | Zofia Merle Piotr Fronczewski Jerzy Kamas Krzysztof Tyniec                                      |
| Fiodor Dostojewski                 | Notatki z podziemia                             | Bogdan Michalik          | 1987-01-05 b/d               | Roman Wilhelmi                                                                                  |
| Aleksander Ścibor-Rylski           | Bliski nieznajomy                               | Jerzy Domaradzki         | 1987-02-02 b/d               | Krystyna Janda Mariusz Benoit                                                                   |
| Joseph Conrad                      | Spiskowcy                                       | Zygmunt Hübner           | 1987-02-09 107 min.          | Jerzy Zelnik Krzysztof Pieczyński Aniela Świderska Joanna Żółkowska Zygmunt Hübner              |
| Thomas Mann                        | Branzilla                                       | Michał Kwieciński        | 1987-03-25 70 min.           | Krystyna Tkacz Kalina Jędrusik Marek Obertyn Aleksander Wysocki Marek Wojciechowski             |
| Christopher Hampton                | Opowieści Hollywoodu                            | Kazimierz Kutz           | 1987-02-22 140 min.          | Janusz Gajos Anna Dymna Monika Niemczyk Jerzy Bińczycki Henryk Bista                            |
| Ivo Brešan                         | Przedstawienie Hamleta we wsi Głucha Dolna      | Olga Lipińska            | 1987-03-09 114 min.          | Janusz Gajos Stanisława Celińska Jerzy Turek Janusz Rewiński Marek Siudym                       |
| Leonardo Sciascia                  | Kontekst                                        | Krzysztof Skudziński     | 1987-04-22 b/d               | Marek Walczewski Leon Niemczyk Wojciech Pilarski Henryk Kluba Bronisław Wrocławski              |
| Karol Wojtyła                      | Promieniowanie ojcostwa                         | Andrzej Maria Marczewski | 1987-06-01 77 min.           | Józef Fryźlewicz Andrzej Ferenc Irena Laskowska Jadwiga Andrzejewska Barbara Dembińska          |
| Henryk Rzewuski                    | Pamiątki soplicy                                | Mikołaj Grabowski        | 1987-09-14 120 min.          | Róża Chrabelska Krystyna Jaskułka Hanna Molenda Bogusława Pawelec Ewa Worytkiewicz              |
| Giennadij Mamlin                   | Dzwony                                          | Barbara Sałacka          | 1987 104 min.                | Ewa Dałkowska Mariusz Dmochowski                                                                |
| Danuta Wawiłow                     | Dzikie konie                                    | Tadeusz Worontkiewicz    | 1987 70 min.                 | Anna Gornostaj Zbigniew Suszyński Mirosława Marcheluk Maciej Małek Eugeniusz Wałaszek           |
| Ladislav Dvorský                   | Bajka o dobrym smoku                            | Joanna Piekarska         | 1987 46 min.                 | Alicja Butkiewicz Mieczysław Fiodorow Dezyderiusz Gałecki Mirosław Janczuk                      |

| Autor tekstu oryginalnego   | Tytuł                                                                  | Reżyseria                  | Data i czas emisji spektaklu | W rolach głównych                                                                                                 |
| --------------------------- | ---------------------------------------------------------------------- | -------------------------- | ---------------------------- | --- |
| Anne Frank                  | Oficyna                                                                | Barbara Borys-Damięcka     | 1988 84 min.                 | Wojciech Alaborski Adrianna Biedrzyńska Grażyna Marzec Bernard Michalski Włodzimierz Press                        |
| Urszula Radziwiłłowa        | Opatrzności boskiej dzieło                                             | Tomasz Jaworski            | 1988 52 min.                 | Witold Mazurkiewicz Marian Kłodnicki Małgorzata Ejsmond-Lutomska Anna Buczyńska Regina Załuska                    |
| Giorgio Strehler            | Historia porzuconej lalki                                              | Barbara Borys-Damięcka     | 1988 61 min.                 | Irena Kownas Ewa Serwa Adrianna Biedrzyńska Joanna Jeżewska Magdalena Zawadzka                                    |
| Rabindranath Tagore         | Poczta                                                                 | Maciej Prus                | 1988-10-30 42 min.           | Mikołaj Woubishet Zbigniew Bielski Władysław Kowalski Jan Englert Ignacy Gogolewski                               |
| Joanna Kulmowa              | Historia o ptaku Cis                                                   | Grzegorz Volkman-Kempinsky | 1988-09-18 29 min.           | Bogusław Sochnacki Tomasz Lipiński Anna Paś Sławomir Sulej Tomasz Lengren                                         |
| Kazimierz Braun             | Broadway, mój Broadway                                                 | Tomasz Wiszniewski         | 1988-09-08 59 min.           | Adrianna Biedrzyńska John Porter                                                                                  |
| Loleh Bellon                | Bez kurtyny                                                            | Zdzisław Wardejn           | 1988-12-30 b/d               | Nina Andrycz Ryszarda Hanin Jan Machulski Gustaw Lutkiewicz Krzysztof Kołbasiuk                                   |
| Bogusław Schaeffer          | Scenariusz dla trzech aktorów                                          | Mikołaj Grabowski          | 1988-12-29 85 min.           | Andrzej Grabowski Mikołaj Grabowski Jan Peszek                                                                    |
| Gabriela Zapolska           | Żabusia                                                                | Olga Lipińska              | 1988-12-26 75 min.           | Joanna Żółkowska Janusz Gajos Maria Ciunelis Ewa Decówna Andrzej Kopiczyński                                      |
| Arnold Wesker               | Listy miłosne na błękitnym papierze                                    | Mariusz Malinowski         | 1988-12-12 81 min.           | Zofia Kucówna Henryk Machalica Cezary Morawski Anna Gornostaj Andrzej Ferenc                                      |
| Aleksiej Kazancew           | Zanim się przerwie srebrny sznur                                       | Andrzej Sapija             | 1988-11-28 b/d               | Henryk Machalica Tadeusz Szymków Arkadiusz Wojnarowski Małgorzata Ostrowska-Królikowska Henryk Niebudek           |
| Ingmar Bergman              | Po próbie                                                              | Jan Maciejowski            | 1988-11-17 b/d               | Jerzy Goliński Dorota Segda Urszula Popiel                                                                        |
| James Joyce                 | Wygnańcy                                                               | Kazimierz Kutz             | 1988-10-10 133 min.          | Anna Dymna Krzysztof Globisz Jerzy Grałek                                                                         |
| Wojciech Bieńko             | Rachunek błędów                                                        | Andrzej Chrzanowski        | 1988-09-26 b/d               | Piotr Machalica Jan Piechociński Elżbieta Zającówna Joanna Wizmur Karol Strasburger                               |
| Stanisław Ignacy Witkiewicz | Bezimienne dzieło                                                      | Jan Englert                | 1988-09-22 b/d               | Dariusz Dobkowski Piotr Kozłowski Aleksandra Konieczna Katarzyna Tatarak Mariusz Bonaszewski                      |
| Jerzy Szaniawski            | Papierowy kochanek                                                     | Ignacy Gogolewski          | 1988-09-16 b/d               | Ignacy Gogolewski Jolanta Wilk Sławomir Jóźwik Jerzy Kryszak Jerzy Tkaczyk                                        |
| Tadeusz Rittner             | Odwiedziny o zmroku                                                    | Maciej Wojtyszko           | 1988-09-02 b/d               | Małgorzata Zajączkowska Mariusz Benoit Jerzy Schejbal Katarzyna Miernicka                                         |
| Stanisław Ignacy Witkiewicz | Listy do Niny                                                          | Ryszard Major              | 1988-08-25 b/d               | Tadeusz Zapaśnik Danuta Stenka Jacek Polaczek Grażyna Madej Ewa Wrońska                                           |
| Franz Kafka                 | Proces                                                                 | Wiesław Hejno              | 1988-08-11 b/d               | Jan Fornal Aleksander Maksymiak Jacek Przybyłowski Bogdan Kuczkowski Józef Frymet                                 |
| Roma Mahieu                 | Poobiednie igraszki                                                    | Kazimierz Kutz             | 1988-07-28 b/d               | Ewa Drzymała Loretta Cichowicz Joanna Śliwowska Michał Pietrzyk Sławomir Maciejewski                              |
| Edward Radzinski            | Teatr czasów Nerona i Seneki                                           | Konstanty Ciciszwili       | 1988-06-27 b/d               | Janusz Gajos Gustaw Holoubek Eugeniusz Kamiński Dorota Kamińska Marek Wojciechowski                               |
| Ernesto Sábato              | Tunel                                                                  | Andrzej Maj                | 1988-06-16 b/d               | Tadeusz Huk Ewa Isajewicz-Telega Leszek Teleszyński Maria Zając-Radwan Jerzy Trela                                |
| Per Olov Enquist            | Z życia glist                                                          | Krzysztof Babicki          | 1988-06-06 b/d               | Teresa Budzisz-Krzyżanowska Jerzy Bińczycki Jan Nowicki Elżbieta Willówna                                         |
| Wallace Shawn Andre Gregory | Rozmowa                                                                | Paweł Trzaska              | 1988-06-02 b/d               | Adam Ferency Jerzy Zelnik Janusz R. Nowicki Maciej Borniński Marian Opania                                        |
| Aleksandr Gelman            | My, niżej podpisani                                                    | Marek Okopiński            | 1988-05-30 b/d               | Zbigniew Olszewski Ewa Kasprzyk Andrzej Nowiński Henryk Bista Wanda Neumann                                       |
| Bruno Schulz                | Emeryt                                                                 | Waldemar Śmigasiewicz      | 1988-05-19 b/d               | Jan Peszek Ryszard Sobolewski Jerzy Stuhr Andrzej Kozak Piotr Cyrwus                                              |
| Jerzy Szaniawski            | Chłopiec latający                                                      | Marek Okopiński            | 1988-05-02 b/d               | Andrzej Nowiński Grażyna Jędras Stanisław Michalski Jerzy Łapiński Andrzej Szaciłło                               |
| Jean Genet                  | Pokojówki                                                              | Jan Buchwald               | 1988-04-20 b/d               | Ewa Dałkowska Ewa Żukowska Teresa Budzisz-Krzyżanowska                                                            |
| Grigorij Gorin              | Dom, który zbudował Jonathan Swift                                     | Tadeusz Junak              | 1988-04-11 b/d               | Edmund Fetting Olgierd Łukaszewicz Jan Machulski Mirosława Marcheluk Izabella Lipska                              |
| Michaił Bułhakow            | Morfina                                                                | Krzysztof Babicki          | 1988-03-21 b/d               | Krzysztof Matuszewski Jarosław Tyrański Dorota Kolak Stanisław Michalski Sławomira Kozieniec                      |
| William Shakespeare         | Makbet                                                                 | Krzysztof Nazar            | 1988-03-28 b/d               | Daniel Olbrychski Joanna Szczepkowska Karol Strasburger Jerzy Bińczycki Edward Żentara                            |
| Barbara Borys-Damięcka      | Tym razem żegnaj na zawsze                                             | Barbara Borys-Damięcka     | 1988-03-09 b/d               | Joanna Szczepkowska Wojciech Wysocki Cezary Morawski Piotr Fronczewski Edmund Fetting                             |
| Gyula Hernádi               | Falanster                                                              | Krzysztof Lang             | 1988-09-19 b/d               | Anna Chodakowska Piotr Machalica Cezary Harasimowicz Zdzisław Wardejn Franciszek Pieczka                          |
| Witold Gombrowicz           | Kosmos                                                                 | Eugeniusz Korin            | 1988-11-03 142 min.          | Mariusz Sabiniewicz Igor Przegrodzki Jadwiga Skupnik Bogdan Grzeszczak Małgorzata Niewiadomska                    |
| Gyorgy Szwajda              | Hymn                                                                   | Robert Gliński             | 1988-10-13 b/d               | Krystyna Janda Jerzy Kamas Gustaw Lutkiewicz Andrzej Stockinger Marek Lewandowski                                 |
| Samuel Beckett              | Cztery miniatury                                                       | Antoni Libera              | 1988-12-15 b/d               | Zbigniew Zapasiewicz Irena Jun                                                                                    |
| Eugene O’Neill              | Księżyc świeci nieszczęśliwym                                          | Jan Englert                | 1988-12-05 124 min.          | Zbigniew Zapasiewicz Małgorzata Pieńkowska Mariusz Benoit Marek Barbasiewicz Piotr Bajor                          |
| Klaus Rifbjerg              | Kantata o łożu                                                         | Stanisław Kuźnik           | 1988-01-13 b/d               | Barbara Wrzesińska Alina Janowska Karolina Lubieńska Marian Kociniak Henryk Machalica                             |
| Nathaniel West              | Miss samotnych serc                                                    | Tomasz Lengren             | 1988-02-01 b/d               | Krzysztof Gosztyła Zygmunt Hübner Maria Ciunelis Pola Raksa Anna Seniuk                                           |
| Tadeusz Różewicz            | Odejście głodomora                                                     | Jan Różewicz               | 1988-12-01 b/d               | Zbigniew Górski Tomasz Lulek Eugeniusz Kujawski Teresa Sawicka Zdzisław Kuźniar                                   |
| Stanisław Ignacy Witkiewicz | Szalona lokomotywa                                                     | Jacek Bunsch               | 1988-05-05 b/d               | Igor Przegrodzki Zygmunt Bielawski Grażyna Krukówna Halina Rasiakówna Andrzej Szopa                               |
| Sławomir Mrożek             | Polowanie na lisa                                                      | Andrzej Zaorski            | 1988-02-08 b/d               | Jan Kobuszewski Paweł Wawrzecki Magdalena Wołłejko Ewa Borowik Wanda Koczeska                                     |
| Gabriela Zapolska           | Tamten                                                                 | Maciej Prus                | 1988-11-14 94 min.           | Aleksander Bednarz Bronisław Wrocławski Zbigniew Bielski Marek Kasprzyk Ewa Isajewicz-Telega                      |
| Józef Szajna                | Replika                                                                | Józef Szajna               | 1988-03-23 53 min.           | Irena Jun Krystyna Kozanecka Stanisław Brudny Antoni Pszoniak Józef Wieczorek                                     |
| Jiri Hubać                  | Napoleon V.S. O. P.                                                    | Janusz Majewski            | 1988-04-04 86 min.           | Anna Seniuk Krzysztof Kowalewski                                                                                  |
| Alina Szwajger-Blady        | Nadludzka medycyna                                                     | Waldemar Dziki             | 1988-04-06 53 min.           | Zbigniew Sokołowski Andrzej Nowaczyk Krzysztof Gołąbek Maja Komorowska                                            |
| Tadeusz Rittner             | Głupi Jakub                                                            | Michał Kwieciński          | 1988-11-21 104 min.          | Jan Nowicki Halina Łabonarska Krzysztof Majchrzak Zbigniew Zapasiewicz Zbigniew Zamachowski Agnieszka Pilaszewska |
| François Mauriac            | Genitrix                                                               | Irena Wollen               | 1988-06-13 83 min.           | Halina Gryglaszewska Ryszarda Hanin Beata Paluch Jerzy Bińczycki Hugo Krzyski                                     |
| Aleksandr Gelman            | Ławeczka                                                               | Maciej Wojtyszko           | 1988-10-03 80 min.           | Joanna Żółkowska Janusz Gajos                                                                                     |
| Jean Mazarin                | Kolabo-song                                                            | Grzegorz Warchoł           | 1988-10-24 b/d               | Małgorzata Pieczyńska Janusz Michałowski Adam Ferency Grzegorz Wons Krzysztof Wakuliński                          |
| Tadeusz Kantor              | Niech sczezną artyści                                                  | Tadeusz Kantor             | 1988-07-14 78 min.           | Tadeusz Kantor Lesław Janicki Lesław i Wacław Janiccy Michał Gorczyca Maria Kantor                                |
| Miron Białoszewski          | Zapisz to Miron                                                        | Ryszard Major              | 1988-02-10 74 min.           | Władysław Kowalski Janusz Gajos Monika Sołubianka Ewa Dałkowska Wiesława Mazurkiewicz                             |
| Ireneusz Iredyński          | Dacza                                                                  | Tomasz Zygadło             | 1988-09-05 b/d               | Kazimierz Wysota Grażyna Strachota Henryk Bista Ewa Szykulska Grzegorz Wons                                       |
| Tadeusz Jaroszyński         | Sąsiadka                                                               | Jerzy Wróblewski           | 1988-12-16 b/d               | Bronisław Pawlik Tomasz Budyta Jerzy Bończak Halina Bednarz Joanna Ładyńska                                       |
| Jan de Hartog               | Portret podwójny                                                       | Michał Kwieciński          | 1988-03-07 54 min.           | Jadwiga Jankowska-Cieślak Piotr Machalica                                                                         |
| Paweł Mossakowski           | Martwa natura                                                          | Natalia Koryncka-Gruz      | 1988-02-24 38 min.           | Barbara Wrzesińska Jacek Skiba                                                                                    |
| Stanisława Przybyszewska    | Dziewięćdziesiąty trzeci                                               | Edward Wojtaszek           | 1988-01-25 b/d               | Jerzy Zelnik Magdalena Jastrzębska Adam Ferency Mirosław Zbrojewicz                                               |
| Jerzy Andrzejewski          | Teraz na ciebie zagłada                                                | Tadeusz Kijański           | 1988-01-20 79 min.           | Ewa Borowik Edward Lubaszenko Marcin Troński Paweł Konopczyński                                                   |
| Leon Schiller               | O cudownym narodzeniu pańskim                                          | Jan Skotnicki              | 1988-01-04 b/d               | Jolanta Zaworska Jerzy Kiszkis Jerzy Dąbkowski Maciej Dunal Krzysztof Gordon                                      |
| Pedro Calderón de la Barca  | Życie jest snem                                                        | Jerzy Jarocki              | 1988-01-11 118 min.          | Jerzy Bińczycki Krzysztof Globisz Dorota Pomykała                                                                 |
| Iwan Turgieniew             | Wiosenne wody                                                          | Andrzej Maj                | 1988-04-25 78 min.           | Maciej Robakiewicz Adrianna Biedrzyńska Elżbieta Karkoszka Andrzej Kozak                                          |
| Marian Hemar                | To, co najpiękniejsze                                                  | Andrzej Łapicki            | 1988-01-18 97 min.           | Wojciech Młynarski Maja Komorowska Jerzy Kamas Teresa Budzisz-Krzyżanowska Gustaw Holoubek                        |
| Aleksander Fredro           | Dyliżans                                                               | Jerzy Wróblewski           | 1988-05-09 71 min.           | Bronisław Pawlik Ryszarda Hanin Jerzy Bończak Jerzy Kryszak Anna Gornostaj                                        |
| Jacek Janczarski            | Umrzeć ze śmiechu                                                      | Jacek Janczarski           | 1988-06-20 94 min.           | Ewa Błaszczyk Gabriela Kownacka                                                                                   |
| Pam Gems                    | Dusia, Ryba, Wal i Leta                                                | Barbara Sass               | 1988-02-22 81 min.           | Justyna Kulczycka Małgorzata Pieczyńska Ewa Błaszczyk Adrianna Biedrzyńska                                        |
| Jerzy Lohman                | Pięćdziesiąt dukatów                                                   | Stefan Szlachtycz          | 1988-02-15 69 min.           | Jerzy Bińczycki Andrzej Buszewicz Jacek Chmielnik Ewa Ciepiela Stanisław Chmieloch                                |
| Bogusław Schaeffer          | Scenariusz dla nie istniejącego lecz możliwego aktora instrumentalnego | Jan Peszek                 | 1988-10-20 59 min.           | Jan Peszek |
| Ilja Ilf/Jewgienij Pietrow  | 12 krzeseł                                                             | Konstanty Ciciszwili       | 1988-09-30 b/d               | Bohdan Łazuka Czesław Wołłejko Kazimierz Rudzki Jerzy Nowak Gustaw Lutkiewicz                                     |

| Autor tekstu oryginalnego | Tytuł                                              | Reżyseria              | Data i czas emisji spektaklu | W rolach głównych |
| ------------------------- | -------------------------------------------------- | ---------------------- | ---------------------------- | --- |
| Jaroslav Hašek            | Spotkania ze Szwejkiem                             | Paweł Trzaska          | 1989-07-15 b/d               | Roman Kłosowski |
| Marian Hemar              | Dwaj panowie B. czyli pierwszy kochanek            | Janusz Majewski        | 1989-12-25 95 min.           | Marek Kondrat Wiktor Zborowski Elżbieta Zającówna Wojciech Pokora Jerzy Bończak |
| Fiodor Dostojewski        | Raskolnikow                                        | Marek Gaj              | 1989-12-14 b/d               | Marek Kalita Edward Żentara |
| Arthur Schnitzler         | Anatol                                             | Bogdan Hussakowski     | 1989-12-04 b/d               | Zbigniew Suszyński Mariusz Wojciechowski Iwona Choińska Bogusława Pawelec Hanna Bieluszko |
| Kazimierz Radowicz        | Tajny więzień stanu                                | Bohdan Poręba          | 1989-11-27 b/d               | Stefan Szmidt Stanisław Niwiński Tomasz Zaliwski Wacław Szklarski Mariusz Leszczyński |
| Ettore Scola              | Szczególny dzień                                   | Grzegorz Warchoł       | 1989-11-20 b/d               | Anna Dymna Jan Englert Alicja Wons Agnieszka Śpiewakówna Grzegorz Klein |
| Michaił Bułhakow          | Diaboliada                                         | Waldemar Śmigasiewicz  | 1989-11-30 69 min.           | Piotr Cyrwus Krzysztof Globisz Stefan Szramel Jerzy Nowak |
| Friedrich Schiller        | Wallenstein                                        | Krzysztof Babicki      | 1989-11-13 b/d               | Stanisław Michalski Halina Słojewska Ewa Kasprzyk Andrzej Nowiński Halina Winiarska |
| Hugo Claus                | Piątek, dzień miłości                              | Magdalena Łazarkiewicz | 1989-11-02 b/d               | Adam Ferency Ewa Ziętek Cezary Harasimowicz Jolanta Mielech |
| Stefan Żeromski           | Ponad śnieg bielszym się stanę                     | Krzysztof Babicki      | 1989-10-30 b/d               | Halina Winiarska Jarosław Tyrański Grażyna Jędras Dorota Kolak Krzysztof Gordon |
| Tomasz Zygadło            | Kwartet                                            | Tomasz Zygadło         | 1989-10-23 129 min.          | Michał Pawlicki Aleksandra Konieczna Piotr Kozłowski Aleksander Trąbczyński Krzysztof Tyniec |
| Anatolij Rybakow          | Dzieci Arbatu                                      | Kazimierz Kutz         | 1989-10-09 b/d               | Ewa Lassek Jan Peszek Jerzy Trela Tadeusz Huk Edward Lubaszenko |
| Ludmiła Pietruszewska     | Nasz skład                                         | Jan Buchwald           | 1989-10-05 b/d               | Joanna Żółkowska Małgorzata Duda Maria Mamona Agnieszka Michałowska Małgorzata Pieczyńska |
| Friedrich Dürrenmatt      | Sędzia i jego kat                                  | Wojciech Adamczyk      | 1989-10-02 b/d               | Zygmunt Bielawski Stanisław Nelski Igor Przegrodzki Jerzy Schejbal Edwin Petrykat |
| Maria Nurowska            | Małżeństwo Marii Kowalskiej                        | Piotr Cieślak          | 1989-09-25 b/d               | Jadwiga Jankowska-Cieślak Kazimierz Kaczor Wiesław Komasa Władysław Kowalski Aleksandra Konieczna |
|                           | Idę łąko ku tobie czyli iłżecki romans B. Leśmiana | Andrzej Maj            | 1989-09-21 b/d               | Dorota Pomykała Maria Zającówna-Radwan Ewa Isajewicz-Telega Elżbieta Karkoszka Lidia Duda |
| Henrik Ibsen              | Upiory                                             | Rudolf Zioło           | 1989-09-18 b/d               | Teresa Sawicka Jan Frycz Jan Peszek Janusz R. Nowicki Jolanta Łagodzińska |
| Henryk Dederko            | Bruno                                              | Henryk Dederko         | 1989-09-07 72 min.           | Jerzy Nowak Olgierd Łukaszewicz Anna Chudzikiewicz Jerzy Grałek Jan Güntner |
| Jean Cau                  | Litość boga                                        | Maciej Englert         | 1989-08-17 b/d               | Jerzy Nowak Jerzy Radziwiłowicz Jerzy Trela Ferdynand Wójcik |
| Jerzy Broszkiewicz        | Prawdziwe przygody Lamuela Guliwera                | Stefan Szlachtycz      | 1989-08-10 b/d               | Jan Güntner |
| Roman Niewiarowicz        | Gdzie diabeł nie może                              | Janusz Kidawa          | 1989-08-15 b/d               | Maria Probosz Grzegorz Przybył Gustaw Lutkiewicz Barbara Rachwalska Krystyna Moll |
| August Strindberg         | Taniec śmierci                                     | Wojciech Szulczyński   | 1989-06-26 b/d               | Anna Polony Edward Lubaszenko Jerzy Grałek Elżbieta Karkoszka Beata Paluch |
| Egon Erwin Kisch          | Wniebowzięcie szubienicznej Toni                   | Laco Adamík            | 1989-06-22 53 min.           | Iga Cembrzyńska Bogdan Baer Włodzimierz Saar Franciszek Pieczka Krzysztof Wieczorek |
| Aleksandr Wampiłow        | Historia z metrampażem                             | Andrzej Rozhin         | 1989-06-16 b/d               | Jan Matyjaszkiewicz Anna Gornostaj Marzena Trybała Bohdan Ejmont Marek Lewandowski |
| Shelagh Delaney           | Smak miodu                                         | Jacek Witkowski        | 1989-06-12 b/d               | Ewa Dałkowska Ewa Guryn Wojciech Wysocki Wojciech Malajkat Bożydar Murgan |
| Waldemar Żyszkiewicz      | Historia Witolda Gombrowicza                       | Andrzej Maj            | 1989-06-08 b/d               | Tadeusz Bradecki Zbigniew Bielski Wojciech Duryasz Maria Zając-Radwan Ewa Isajewicz-Telega |
| John Boynton Priestley    | Pan inspektor przyszedł                            | Konrad Szołajski       | 1989-05-29 b/d               | Jerzy Kamas Janusz Zakrzeński Mirosława Dubrawska Maria Ciunelis Jerzy Klesyk |
| Osip Mandelsztam          | Umieranie wieku                                    | Krzysztof Orzechowski  | 1989-05-25 b/d               | Anna Dymna Jerzy Trela Zofia Więcławówna Bogdan Kiziukiewicz Leszek Świgoń |
| Pavel Landowský           | Pokój na godziny                                   | Aleksander Bardini     | 1989-05-22 b/d               | Henryk Borowski Zdzisław Mrożewski Jan Englert Pola Raksa |
| Eugène Ionesco            | Szaleństwo we dwoje                                | Stanisław Mączyński    | 1989-05-18 b/d               | Jerzy Kamas Marta Lipińska |
| Jerzy Zawieyski           | Miecz obosieczny                                   | Tadeusz Malak          | 1989-05-15 b/d               | Aleksander Fabisiak Aldona Grochal Hugo Krzyski Andrzej Buszewicz Jerzy Bińczycki |
| Franz Werfel              | Jacobowsky i pułkownik                             | Edward Dziewoński      | 1989-05-08 b/d               | Henryk Bista Leonard Pietraszak Grażyna Barszczewska Janusz Gajos Jan Matyjaszkiewicz |
| Larry Kramer              | Normalne serce                                     | Grzegorz Mrówczyński   | 1989-05-04 b/d               | Mariusz Puchalski Wojciech Kalinowski Irena Grzonka Andrzej Szczytko Grzegorz Mrówczyński |
| Edward Lubowski           | Jacuś                                              | Janusz Bukowski        | 1989-04-21 b/d               | Stanisław Górka Ewa Wawrzoń Adrianna Biedrzyńska Aleksandra Konieczna Ewa Ziętek |
| Thomas Mann               | Wielki Peeperkorn                                  | Tomasz Zygadło         | 1989-04-17 b/d               | Jerzy Kamas Krzysztof Tyniec Anna Dymna Adam Ferency Bronisław Pawlik |
| Franciszek Ziejka         | Narodziny i dzieje legendy czyli rzecz o...        | Stefan Szlachtycz      | 1989-04-07 b/d               | Iwona Bielska Izabela Olszewska Andrzej Buszewicz Aleksander Bednarz Marian Dziędziel |
| Stanisław Grochowiak      | Hotel "Pod kulą ziemską"                           | Wojciech Biedroń       | 1989-04-06 b/d               | Jan Peszek Zdzisław Wardejn Adrianna Biedrzyńska Krzysztof Globisz Wojciech Nowak |
| Stanisław Baliński        | Polka prosto z kraju                               | Anna Minkiewicz        | 1989-03-27 b/d               | Magdalena Zawadzka Ewa Wiśniewska Krystyna Sienkiewicz Anna Milewska Jan Matyjaszkiewicz |
| Leon Schiller             | Misterium wielkanocne                              | Jan Skotnicki          | 1989-03-24 b/d               | Andrzej Nowiński Halina Winiarska Jerzy Kiszkis Krzysztof Matuszewski Jacek Godek |
| Jean Bruller              | Milczenie morza                                    | Jan Bratkowski         | 1989-03-23 b/d               | Jerzy Zelnik Joanna Szczepkowska Zygmunt Hübner |
| Frank Wedekind            | Przebudzenie wiosny                                | Piotr Cieślak          | 1989-03-13 b/d               | Aleksandra Konieczna Dariusz Kordek Piotr Kozłowski Bronisław Pawlik Maria Chwalibóg |
| Jacek Antoni Zieliński    | Ostatnie lato albo pierwsza pieczęć                | Mikołaj Grabowski      | 1989-03-20 b/d               | Halina Winiarska Iwona Bielska Jerzy Goliński Maciej Prus Mikołaj Grabowski |
|                           | Społeczność                                        | Marek Koterski         | 1989-03-09 76 min.           | Jerzy Stuhr |
| Eugeniusz Biskup          | Rio de Janeiro nie istnieje                        | Eugeniusz Biskup       | 1989-03-03 b/d               | Jan Frycz Krzysztof Jędrysek Edward Lubaszenko Stefan Szramel Maria Nowotarska |
| Elias Canetti             | Wesele                                             | Bogdan Hussakowski     | 1989-10-19 b/d               | Irena Burawska Agata Jaskuła Leon Charewicz Zofia Kopacz Hanna Bieluszko |
| Feliks Falk               | Aktorki                                            | Sławomir Kryński       | 1989-12-28 69 min.           | Iga Cembrzyńska Jolanta Mielech Iga Mayr Zygmunt Bielawski |
| Jerzy Mikke               | Ostatni z Jagiellonów                              | Laco Adamík            | 1989-02-20 b/d               | Jerzy Radziwiłowicz Aleksander Fabisiak Jerzy Bińczycki Zygmunt Józefczak Henryk Markiewicz Leszek Kubanek Leszek Piskorz Andrzej Kozak Krzysztof Jędrysek Ryszard Sobolewski Dorota Pomykała Grażyna Trela-Stawska Anna Lutosławska Stefan Szramel Jerzy Grałek Jan Monczka Hugo Krzyski Janusz Krawczyk Zbigniew Bator Julian Jabczyński Stefan Rydel Tadeusz Malak Andrzej Słabiak Andrzej Gazdeczka Ryszard Łukowski Andrzej Kurczyński Marian Dziędziel Marta Bednarczyk Tomasz Schimscheiner Marek Walczak |
| Adolf Nowaczyński         | Cyganeria warszawska                               | Krzysztof Rościszewski | 1989-09-04 b/d               | Andrzej Jurczak Mariusz Wojciechowski Leszek Zdybał Grzegorz Heromiński Bronisław Wrocławski |
| Raymond Chandler          | Żegnaj, laleczko                                   | Laco Adamík            | 1989-10-29 b/d               | Piotr Fronczewski Adrianna Biedrzyńska Krystyna Tkacz Henryk Bista Marek Barbasiewicz |
| Eduardo De Filippo        | Cylinder                                           | Tadeusz Junak          | 1989-01-21 b/d               | Małgorzata Foremniak Dariusz Siatkowski Bożena Dykiel Bogusław Sochnacki Andrzej Żarnecki |
|                           | Para za parą                                       | Andrzej Zakrzewski     | 1989-06-19 b/d               | Anna Romantowska Wojciech Wysocki Katarzyna Trzcińska Krzysztof Kołbasiuk Anna Nehrebecka |
| Kornel Makuszyński        | Bezgrzeszne lata                                   | Włodzimierz Pawlak     | 1989-06-04 BRAK              | |
| William Shakespeare       | Ryszard III                                        | Feliks Falk            | 1989-12-11 157 min.          | Andrzej Seweryn Anna Polony Mirosława Dubrawska Ewa Mirowska Jolanta Piętek |
| Samuel Beckett            | Ostatnia taśma                                     | Antoni Libera          | 1989-01-26 54 min.           | Tadeusz Łomnicki |
| Sławomir Mrożek           | Kontrakt                                           | Kazimierz Dejmek       | 1989-04-03 84 min.           | Zdzisław Mrożewski Jan Englert |
| Alfred de Musset          | Drzwi muszą być albo otwarte, albo zamknięte       | Michał Kwieciński      | 1989-10-15 38 min.           | Ewa Wiśniewska Jerzy Kamas |
| Franz Kafka               | Zamek                                              | Marek Grzesiński       | 1989-11-17 125 min.          | Piotr Bajor Adrianna Biedrzyńska Kalina Jędrusik Krzysztof Tyniec Piotr Kozłowski |
| Zygmunt Hübner            | Ludzie cesarza                                     | Marek Okopiński        | 1989-07-13 b/d               | Jerzy Kiszkis Andrzej Szaciłło Andrzej Nowiński |
| Hermann Broch             | Służąca Zerlina                                    | Stefan Szlachtycz      | 1989-03-15 83 min.           | Elżbieta Kępińska Bożena Miller-Małecka |
| Witalij Razdolski         | Kłopoty z jubilatem                                | Tomasz Kostuch         | 1989-01-06 58 min.           | Roman Wilhelmi Zdzisław Wardejn Eugenia Herman Wieńczysław Gliński Marta Żak |
| Adolf Rudnicki            | Pensjonat "Paryż"                                  | Izabella Cywińska      | 1989-02-23 45 min.           | Krystyna Feldman Sława Kwaśniewska Wojciech Standełło |
| Charles Dyer              | Grzechotka                                         | Barbara Sass           | 1989-02-17 b/d               | Dorota Stalińska Michał Bajor Wojciech Wysocki |
| Jean Anouilh              | Zaproszenie do zamku                               | Krystyna Sznerr        | 1989-02-30 b/d               | Jacek Mikołajczak Anna Chodakowska Elżbieta Goetel Dorota Kolak Tomasz Fogiel |
| Pierre Corneille          | Iluzja                                             | Krzysztof Gordon       | 1989-01-30 b/d               | Henryk Bista Stanisław Michalski Jerzy Łapiński Adrianna Biedrzyńska Izabela Orkisz |
| Tadeusz Rittner           | Wilki w nocy                                       | Andrzej Łapicki        | 1989-01-09 105 min.          | Andrzej Łapicki Maria Ciesielska Barbara Rachwalska Janusz Zakrzeński Marek Barbasiewicz |
| Marek Hłasko              | Namiętności                                        | Piotr Szczerski        | 1989-02-09 b/d               | Edward Lubaszenko Daria Trafankowska Marek Litewka Jerzy Idziak |
| Nikołaj Erdman            | Samobójca                                          | Kazimierz Kutz         | 1989-04-24 149 min.          | Janusz Gajos Elżbieta Karkoszka Izabela Olszewska Krzysztof Jędrysek Iwona Bielska |
| Jarosław Abramow-Newerly  | Maestro                                            | Marek Nowicki          | 1989-02-06 95 min.           | Mieczysław Voit Marzena Trybała Marek Bargiełowski Jolanta Piętek Paweł Nowisz |
| Andrzej Niedoba           | Pakamera                                           | Jerzy Matula           | 1989-12-03 b/d               | Bożena Dykiel Mieczysław Czechowicz Wojciech Skibiński Adam Bauman Jacenty Jędrusik |
| Julian Przyboś            | Ptaki, cienie                                      | Krzysztof Orzechowski  | 1989-04-19 b/d               | Adam Ferency Jerzy Zelnik |
| Stanisław Bieniasz        | Stary portfel                                      | Kazimierz Kutz         | 1989-04-20 b/d               | Jerzy Siwy Marta Straszna Tadeusz Madeja Lidia Maksymowicz Jan Klemens |
| Sławomir Mrożek           | Policja                                            | Janusz Kijowski        | 1989-01-02 76 min.           | Marek Walczewski Kazimierz Kaczor Bożena Dykiel Marek Bargiełowski Stanisław Gawlik |
| Luigi Pirandello          | Żywa maska                                         | Maciej Prus            | 1989-06-05 b/d               | Marek Walczewski Halina Mikołajska Marian Kociniak Roman Wilhelmi Grażyna Marzec |
| Stanisława Przybyszewska  | Stanisława Przybyszewska – listy                   | Krzysztof Bukowski     | 1989 37 min.                 | Anna Chodakowska |
| Edward Stachura           | Missa pagana                                       | Krzysztof Bukowski     | 1989 42 min.                 | Anna Chodakowska Roman Ziemlański |
| Jerzy Zawieyski           | Idziemy do wujka                                   | Zdzisław Wardejn       | 1989 68 min.                 | Henryk Bista Kalina Jędrusik Grzegorz Wons Agnieszka Pilaszewska |
| Peter Coke                | Jesienne manewry                                   | Krzysztof Szuster      | 1989 95 min.                 | Wiesława Mazurkiewicz Irena Kwiatkowska Małgorzata Lorentowicz Wiesław Machowski Ryszarda Hanin |
|                           | Palcem po mapie                                    | Barbara Borys-Damięcka | 1989 41 min.                 | Zofia Merle Magdalena Kuta Agnieszka Pilaszewska Jerzy Bończak Lech Łotocki |